# 東日本フェリー
東日本フェリー株式会社（ひがしにほんフェリー）は、かつて存在した日本の企業。国内フェリー事業・国際フェリー事業・船舶貸渡業などを営んでいた。本社所在地は、北海道函館市港町3-19-2。

## 歴史

### 前史（歴史）
東日本フェリーは、大正時代に炭鉱業で栄えた海に面していない赤平市（当時の歌志内村）で陸運業・商業を興し、昭和初期に稚内港と利尻・礼文間の航路（ハートランドフェリーの前身）を開設させ、その後も北海道内で海運・倉庫業など事業を拡大させた実業家蔦井與三吉（石川県出身 1889年2月10日 - 1974年12月8日）が、1961年に出資母体となる道南海運の取締役社長に就任したのが源流である。
1962年頃から青森県の財界で津軽海峡でのカーフェリー計画が検討され函館港 - 大間港航路への就航を計画し、道南海運にも参加を打診したところ青森県側の港湾が未整備だったことから安全性を考慮して「もう少し検討させてほしい」「港の整備運動を促進して欲しい」との意志を回答しこれが消極的と見られ合意に至らず、青森側が「青道フェリー」の設立を検討する一方道南海運が対抗する形で独自に1964年に函館-大間航路でのカーフェリー航路を開設。以降北海道・青森県両知事との会談を含む調停交渉を行い、道南海運の航路権がある北海道側が6割・青森側が4割の出資比率で合弁会社として1965年に東日本フェリーを設立。蔦井與三吉が社長に就任し、会社更生法申請まで蔦井家による同族経営を行った。その後道南海運は青函航路を東日本フェリーへ集約させ、蔦井グループの親会社として機能した「蔦井本社」と1972年に合併し消滅している。

### 初代法人（歴史）
道南海運の函館-大間航路を譲受して営業を開始し、津軽海峡で競合していた青森フェリー・青森商船、母体の道南海運の営業権を統合し1968年4月に津軽海峡内のフェリー事業を一本化。この間1967年までに函館港 - 青森港・青森港 - 室蘭港・（北海道）福島港 - 三厩港航路を開設、同年度には約7,000トンの総船腹量で日本最大のフェリー会社となる。その後も函館 - 野辺地航路、大間 - 室蘭航路、1971年に戸井 - 大間航路を開設、津軽海峡周辺で7航路を展開し「レインボーライン」の愛称が付けられた。
1972年には八戸 - 苫小牧航路、1973年には子会社「新東日本フェリー」により仙台 - 苫小牧航路を開設し中距離航路にも規模を拡大し、一方で1975年から営業機能を皮切りに本社機能を札幌市に順次移転し、1981年に札幌市中央区にグループ各社が入居する自社ビル「蔦井ビル」を建設し完全移転を果たす。その後1985年には室蘭港 - 大洗港航路を開設し、創業初期から構想された関東方面への航路を実現させ長距離航路事業を本格化させた。最盛期には11航路を運営し、長崎県に本社を置くハヤシマリンカンパニーや船舶整備公団からの貸渡船借受（船のリース）や共同所有による新造船の導入、日本海航路への進出や高速船「ゆにこん」を用いての青函航路の高速化、ハヤシマリンカンパニーとの合弁による山陰沖経由の長距離フェリー航路を運航する「九越フェリー」の設立といった積極策を図り、売上高はピークの1997年3月期決算で392億円を記録していた。
一方で1993年以降は慢性的な赤字が続き、1998年3月期以降はグループ連結決算で2000年3月期までに3期連続での債務超過が続き2001年時点ではグループ6社への債務保証170億円を含む570億円の有利子負債を抱え財務状況が年々悪化し、蔦井グループ内の東日本海フェリーからの借入やフェリー発着地等といった形で東日本フェリーが拠点を構える岩内町・山形県・室蘭市を窓口に新生銀行の保証による地域総合整備財団からの借入を行い、1997年3月期以降4期にわたり船舶を中心とした固定資産売却や新造船の建造資金を長期延払で賄う形で債務超過を回避し、従業員数を約1700人から約580人と大幅に削減、2000年には岩内-直江津・苫小牧-仙台といった長距離航路の休止、2002年には室蘭-大洗航路の休止とともに代替として苫小牧-大洗航路での商船三井フェリーとの共同運行を行うといった効率化で存続を図った。

### グループ子会社
1968年に船内サービスなどを手掛ける「東日本観光」（後に東日本観光サービス）の設立を皮切りに、貨物フェリー会社「道南自動車フェリー」（後年の一部事業承継会社）の設立、陸運業者の買収、北海道航空への出資により陸海空に渡る輸送ネットワークの形成を果たす。その後も栗子国際スキー場・ホテルビバリートムといった観光関連企業の買収、情報化社会への対応としてケーブルテレビ事業の札幌ケーブルネットワーク（SCN、後に札幌ケーブルテレビビジョン/SCAT）の設立と子会社を通じて多角化を展開。保険代理業「蔦井本社」を筆頭に東日本海フェリー・蔦井倉庫・建材販売「ツタイ商事」・不動産「蔦井不動産」・東日本フェリーを傘下に持つ蔦井グループの下で子会社11社を擁する「東日本フェリーグループ」を形成するまでに拡大した。
東日本フェリーグループ各社・関連会社（2001年時点）
- 道南自動車フェリー株式会社（函館市） - 函館-青森間で貨物専用フェリーを運航[4]。資本金2000万円[4]。
- 東日本海陸輸送株式会社（上磯郡上磯町(現北斗市)） - 単車トラックによる陸上輸送を受け持つ[4]。資本金5000万円[4]。
- 東日本輸送株式会社（室蘭市） - 「信和輸送」を1976年に買収し翌年社名変更[33]、トレーラーによる陸上輸送を受け持つ。資本金5000万円[4]。
- 北海道航空株式会社（北海道札幌市） - 資本金1億円[11]。
- 東日本エンタープライズ株式会社（北海道札幌市） - グループ各社の物資調達・仕入れを担当[4]。資本金5000万円[11]。
- 東日本観光サービス株式会社（北海道札幌市） - 1968年に「東日本観光」として創業[39][40]、1989年に「東日本観光サービス」に改称[41]、旅行代理店等の観光事業や東日本フェリー船内・ターミナルでのレストラン売店営業を行う。資本金2.8億円[4]。
- 板谷観光開発株式会社（山形県米沢市） - 栗子国際スキー場を運営[4]。資本金1.5億円[11]。
- 株式会社ホテル・イーストジャパン（北海道苫小牧市） - 岩倉組が設立した苫小牧市の「ホテルビバリートム」を買収したうえで1981年より「ホテル・イーストジャパン」を経営[42]。資本金2億円[11]。
- 九越フェリー株式会社 - 資本金8億円[11]
- 株式会社ツタイ・コンピュータ・サービス - 業務の電算化やフェリー予約システムなどを受け持つ[4]。資本金8000万円、連結対象外[11]。
- 丸日日諸産業 - 自動車運送業、資本金7950万円、連結対象外[11]
- 蔦井本社 - 保険代理店、資本金6147万円、連結対象外[11]

旧子会社（1995年時点で保有）
- 東日本物流（茨城県東茨城郡美野里町） - 「東日本運輸」として創業し1994年に改称、陸上輸送事業の営業部門を受け持つ[4]。
- 株式会社札幌ケーブルテレビジョン（札幌市）[4]。

### 会社更生法申請
2003年6月に、2003年3月期決算で特別損失80億円・約85億円の債務超過となり監査法人が意見不表明とした事が北海道新聞などで報じられ、6月29日に東日本フェリーと子会社の九越フェリー・東日本海陸輸送・東日本輸送・東日本観光サービスは東京地裁へ会社更生法を申請し、倒産する。グループ5社の負債総額は約907億円（各社単体額：東日本フェリー約580億円、九越フェリー約194億円、東日本観光サービス約67億円、東日本輸送約34億円、東日本海陸輸送約32億円）に上り、2003年の売上高が前期比10.5%減の275億円にとどまり約85億円の債務超過となった。本業において近海郵船・商船三井など海運他社のRO-RO船や津軽海峡線・日本海縦貫線など鉄道路線との競合による売上の減少に加え、九越フェリーの新造船の導入費用、山形県内の栗子国際スキー場など関連会社の過大な設備投資による債務負担が重荷となり自主再建を断念した。なお、苫小牧市街地に擁したホテル・イーストジャパンは同年1月に廃業し、翌年に建物が取り壊されている。
北海道関連企業では、アルファリゾート・トマムの開発を手がけた関兵精麦が同月16日に民事再生法を申請した時の負債総額（674億円）を上回る大型倒産であり、従業員の雇用や事業継続について懸念された。この他船舶を貸し付けていたハヤシマリンカンパニーは同年7月に整理回収機構に民事再生法申請を申し立てられ、東日本フェリー向け債権の焦げ付きによる連鎖倒産のように見られたが、実際には
ホテル・ゴルフ場事業の不振により、前年から私的整理方式での自主再建を検討していた。
再建に当たり、当初は神原汽船と甲子園運輸倉庫（現:ツネイシホールディングス）・陸運部門の東日本海陸輸送と東日本輸送について鈴与が再建スポンサーに名乗りを上げたが、鉄道建設・運輸施設整備支援機構が131億円の債権放棄について共有建造制度での融資に伴う共益債権として債権放棄を拒否し、2004年7月に辞退を表明し会社更生計画の提出が再延期となった。
その後同年秋に呉市のリベラと、旭川市の北興グループ（東日本海陸輸送のみ）がスポンサーとして支援する運びとなり、グループ5社は100%減資を実施した後、リベラが増資を行った後無担保更生債権約480億円のうち93-97%をカットするとし、函館港のターミナル改修や青函航路のフェリー4隻やトラック荷台の更新といった大規模設備投資計画も盛り込まれた。2005年3月31日に東京地方裁判所が更生計画案を認可。当初6月末までの弁済を予定していたものの早期再建を進めるべく5月26日までに前倒しで更生債権34億6500万円・更生担保権167億5700万円を債権者377社に一括弁済を実施。6月3日に東日本フェリーほか4社の更生手続、6月末には東日本海陸輸送の再建8億7700万円の債権が一括弁済され7月27日に更生手続を終了しグループの更生計画が完了。この時点で蔦井倉庫・蔦井家・東日本海フェリーとの資本関係が無くなった。その後、海陸輸送以外を継承したリベラは2005年8月に4社を自社へ吸収合併。東日本フェリー・九越フェリーの法人格が消滅し、フェリー事業の拠点もリベラの事業所となる。
かつての出資会社であるツタイ商事は建材や石油製品を扱いバブル期の株式投資により103億円の債務超過の発生といった巨額損失を計上し公共工事の縮小に伴う売上の低迷や、東日本観光サービス向けの債権3億円が焦げ付いたため、東日本フェリーの設立母体で蔦井グループの親会社となる蔦井本社を2003年8月に合併させ、経営改善を図ったが93億円の負債を抱え2005年3月に民事再生法を申請しクワザワが支援スポンサーとなり、子会社「エフケー・ツタイ」に事業を移管したが2014年4月に石油事業を北海道エネルギーに譲渡し建材販売事業を残し10月にはクワザワに吸収合併された。
この結果、蔦井倉庫はかつて傘下に組み入れられた日本通運の完全子会社となり、蔦井家が直接経営に関わるのはハートランドフェリーやアイビー・システム（子会社の旧ツタイ・コンピュータ・サービスを含む）などごくわずかとなっている。なお、東日本フェリーとの資本関係の名残として、東日本フェリーを吸収合併したリベラはツタイ・コンピュータ・サービスの株主であった。

### 2代目法人
リベラによる吸収合併後は事業名称として東日本フェリーの名称が使われていたが、合併当初より法人単位への再編を検討しており、再建が進んだことを受け、2006年10月に新たに出資のうえ2代目法人となる（新）「東日本フェリー株式会社」を設立。2007年3月1日にフェリー事業を2代目法人へ吸収分割により承継し、事業分割を行った。
札幌市のグループ本社ビル「蔦井ビル」の売却や、共同運航の航路を共同運航先へ譲渡させるなど航路の集約といった合理化や、旅客を重視する経営戦略として青函航路への高速船「ナッチャンRera」「ナッチャンWorld」導入、函館・青森港のターミナルビル改築、国際航路への進出と、新たな施策による収益強化を計画していた。
2008年9月8日、北海道と青森を結ぶ3航路について、燃料費の高騰や利用客の伸び悩みなどから今後1年間で49億円の赤字が見込まれるため、同年11月末で撤退することを発表した。
主力事業である函館 - 青森航路の2隻の在来船については、親会社のリベラホールディングス傘下の道南自動車フェリーが引き継ぎ、同年12月以降も運航を継続。残りの室蘭 - 青森と函館 - 大間の航路についても、自治体の支援次第で道南自動車フェリーに引き継ぎ、運航を継続する可能性が残された。しかし、前者は支援を得られず廃止が決まった。後者は同年12月の1か月は道南自動車フェリーが支援を受けずに、2009年1月から1年間は暫定的に大間町と青森県の支援を受けて運航、2010年6月に大間町・青森県との協議で大間町の支援により2011年以降も航路は存続する見通しとなった。
2008年10月28日、金沢-釜山航路について、急激なウォン安や韓国経済の低迷などによる集荷集客の低迷や原油の高騰を理由に同年10月29日の金沢出港便をもって休止することを発表した。これで東日本フェリーがすべての航路の運航から撤退することが確定した。
その後は船舶貸渡業を営む会社として存続していたが、2009年11月1日付けで関連会社の東日本シップマネージメントと共に道南自動車フェリーに吸収合併（同時に津軽海峡フェリーに社名変更）され、名実ともに姿を消し、45年の歴史に幕を下ろした。

## 沿革

### 前史（沿革）
- 1929年6月：函館 - 大間間の定期航路船が別会社にて就航、しかしこの航路は戦前に廃止となっている[79]。
- 1956年7月：函館・大間間連絡航路促進連合会が設立され、1960年代前半まで航路開設運動が展開される[79]。
- 1962年：道南海運の蔦井與三吉が渡欧、ドーバー海峡のカーフェリーとホバークラフトを視察しカーフェリー構想の足がかりとなる。この内ホバークラフトは津軽海峡の波の荒さに対応できないとして断念している[80]。
- 1963年8月：青道フェリー株式会社設立準備委員会を設置[81]、菊池武正（弘南バス社長）を発起人代表とし下北バス、三八五貨物等が参加[82]。
- 1964年
  - 6月：道南海運の青森港代理店を担当していた青森フェリー株式会社（旧・辻石油海運）が、青森 - 室蘭・青森 - 函館航路に貨物船型自動車運搬船を就航[83][84]。
  - 函館 - 大間間に道南海運が日本初の外洋フェリーボートとなる航路を開設、大函丸が就航（所要1時間40分）。
（なお就航日は、6月15日とする記述と[84] 、7月2日とする記述がある[4][79][85]。 ）

### 初代法人（沿革）
- 1965年
  - 3月22日：青森側で海峡フェリー参入をめざし設立した青道フェリーと航路権を持つ道南海運が競合、最終的に北海道と青森県の両知事の斡旋をうけ会社一本化[84] され、（旧）東日本フェリー（本社：函館市仲浜町）を設立[4]。
  - 4月：青森商船が、三厩 - 福島間にフェリー就航[84]。
  - 4月27日：青森 - 函館・室蘭航路で貨物定期航路を運航していた青森フェリーが道南海運に海運事業の営業権と貨物船5隻を約1億5374万円で譲渡、祖業の石油販売業のみを経営しその後「青森オイルサービス」に社名を変更[83]。
  - 6月15日：道南海運から大間 - 函館間一般旅客定期航路事業とフェリー「大函丸」を譲受、認可を得て営業開始[86]。
- 1967年
  - 4月28日：陸奥湾内で旅客航路を運営していた[87]、青森商船の買収に合意[88]。
  - 5月1日：青森商船から三厩 -  福島間の一般旅客定期航路事業とフェリー「まつまえ」、貨客船「第二八千代丸」を譲受[88]。
  - 5月20日：道南海運、室蘭 - 青森航路を開設[89]。
  - 6月：国鉄の青函連絡船による自動車航送計画の発表に対抗し東日本フェリー、道南海運、青森商船のフェリー三社が計画中止の嘆願書を提出[90]。
  - 12月：自動車航走需要の拡大を背景に東日本フェリー・道南海運・青森商船が国鉄の青函連絡船自動車航送計画を了承し、国鉄が連絡船での自動車航走導入を発表[91]。翌年6月1日より、津軽丸型客貨船にて自動車航送を開始した[84]。
- 1968年
  - 3月22日：フェリー船内やターミナルの食堂・売店運営や旅行代理店を担う子会社「東日本観光株式会社」を設立[31]。
  - 4月1日：道南海運から青函丸・青蘭丸・せいらん丸・さっぽろ丸・第三歓栄丸を譲受、函館 - 青森・室蘭 - 青森航路の事業を継承。津軽海峡のフェリー航路の一本化を完了[16][4]。
  - 6月20日：函館市末広町に本社ビル・旅客ターミナルビルが完成し函館港の発着埠頭を末広町岸壁に移転[92][84]。
- 1969年
  - 3月13日 - 函館ドック傘下の函館商船と野辺地 - 函館航路の共同運航協定を締結[93]。
  - 4月30日：函館 - 野辺地航路が認可。7月に野辺地ターミナルが完成し就航[4][94]。
  - 7月20日：野辺地港ターミナル完成[4]。
  - 7月30日：函館 - 野辺地航路運航開始[4]。
- 1970年
  - 6月30日：函館市港町に七重浜ターミナル施設と岸壁が竣工、函館 - 青森航路および函館 - 野辺地航路の発着ターミナルとする[95]。
のち、同所に本社移転し函館 - 大間航路の発着も集約[94]。
  - 12月18日 - 室蘭 - 大間航路を開設[89][96]。
- 1971年
  - 4月：函館商船が函館 - 野辺地航路を開設。北浜埠頭（現：北埠頭）と野辺地にそれぞれターミナルを建設し、1,500総トンのフェリー2隻を就航[94]。
  - 7月1日：戸井 - 大間航路運航開始[97]。
- 1972年
  - 1月14日：中長距離航路化に対応する関連会社として[4]、札幌市に「新東日本フェリー株式会社」を設立、資本金1億円[2]。苫小牧 - 仙台・苫小牧 - 鹿島航路を計画[4]。
  - 2月23日：トラック航送に対応する関連会社「道南自動車フェリー」を設立[4]。
  - 7月5日：シルバーフェリーと苫小牧 - 八戸航路の共同運航協定を締結[98]。
  - 12月：フェリー事業への集中のため内航貨物輸送部門を廃止[4]。
- 1973年12月16日：新東日本フェリーが、苫小牧 - 仙台航路を開設。隔日にて運航開始[4][29]。
新東日本フェリー発足後、同社運営航路の愛称を仙台七夕祭りや北海道・航海が星に縁が深いことから「スターライン」[99]、東日本フェリー航路の愛称を7つの航路数から「レインボーライン」とした[99]。
- 1974年8月20日：青森港の発着埠頭を青森県フェリー埠頭公社所有の新フェリー埠頭に移転[100]。
- 1975年
  - 3月20日：札幌市に営業本部を設置、営業中枢機構を移転[22]。
  - 8月11日：苫小牧 - 八戸航路開設[101]。
- 1976年
  - 5月18日：オイルショック後の需要減により経営難に陥った函館商船は、函館 - 野辺地航路を（旧）東日本フェリーに譲渡[102][94][103]。
  - 6月2日 函館に自社船との無線連絡用に民間企業では初のVHF専用波の基地局を設置[104]。
  - 10月21日：函館港の発着埠頭・本社機能を七重浜ターミナルに移転[105]。
- 1977年3月20日：管理部門を札幌本社に集約[4]。
- 1978年
  - 3月27日：函館本社新築を含む函館七重浜ターミナルの増築部を竣工[106]。
  - 10月1日：室蘭港フェリーターミナルを入江地区に移転[107][108][108]。
- 1979年
  - 5月15日：室蘭 - 八戸航路開設[109][89]。
  - 11月3日：苫小牧 - 八戸航路でシルバーフェリーとの共同運航を開始[105]。
- 1981年5月25日：札幌市に蔦井グループ各社が入居する9階建てビル「蔦井ビル」（鉄骨鉄筋コンクリート造・延床面積約6,000平米[69]）竣工、同ビルに本社移転[23]。
- 1983年：函館港フェリーターミナル施設を拡張、トラック200台・乗用車300台分の駐車場や5,000トン級船舶対応岸壁4バース等を整備[110]。
- 1984年10月26日：新東日本フェリーの苫小牧 - 仙台航路を譲受[4]、同社を解散し航路運営を一元化[111]。
- 1985年3月16日：室蘭 - 大洗航路を開設[24][89]。
- 1990年
  - 4月1日：CI・シンボルマーク制定、東日本の「H」をモチーフとしてメインカラーにインテリジェンス・ブルーとサブカラーに宇宙の神秘をイメージした深青の配色とした[4]。
  - 7月19日：岩内 - 直江津 - 室蘭の日本海航路を開設[89][112][4]。
  - 10月14日 - 函館港ジェットフォイルターミナル完成[4]。
  - 11月13日 - 函館 - 青森航路にジェットフォイル「ゆにこん」就航[4]。
- 1991年
  - 9月21日：ハヤシマリンカンパニーとの合弁で直江津-博多航路に対応する関連会社「九越フェリー」を設立[113]。
  - 11月：室蘭 - 大間航路を休止[89]。
  - 12月12日：室蘭 - 大畑航路開設[4]。
- 1994年
  - 4月6日：函館 - 野辺地航路を休止[4]。
  - 4月19日：室蘭港新フェリーターミナルが完成[114]。
- 1998年
  - 4月：室蘭 - 大畑航路を休止[89]。
  - 9月：室蘭 - 直江津航路を博多に延航[89]。
- 2000年
  - 1月18日：岩内 - 直江津航路を休止[115]。1996年の輸送量をピークに1998年度には旅客が1割・トラック貨物が2割減少し原油価格上昇により採算が見込めず[116]、1999年11月20日より冬季休止としていた[117]。
  - 4月1日：苫小牧 - 仙台航路を休止[29][115]。
- 2001年
  - 1月1日：燃料油価格変動調整金を導入[118]。
  - 9月1日：燃料油価格変動調整金を廃止[119]。
- 2002年
  - 3月4日：大洗 - 苫小牧航路での共同運航を視野に商船三井フェリーと提携検討を合意[120]。
  - 6月3日：室蘭 - 大洗航路を休止し、商船三井フェリーとの共同運航航路として苫小牧 - 大洗航路を開設[89][121][122]。
「ばるな」が商船三井フェリーへ裸傭船され[123]、商船三井フェリー75%・東日本フェリー25%の運航分担とする。

### 会社更生法申請後
- 2003年
  - 6月29日：（旧）東日本フェリー、会社更生法適用を申請[44]。
  - 7月31日：会社更生手続開始[124]。
  - 8月 - 蔦井グループの親会社「蔦井本社」が傘下の建材・石油製品卸の「ツタイ商事」に合併される[62]。
  - 12月3日：常石造船グループの神原汽船と甲子園運輸倉庫が会社更生手続きの中核支援者に決定[125]。
- 2004年
  - 5月：鉄道建設・運輸施設整備支援機構の保有債務に関する合意が得られず更生計画案の提出を延期[126]。
  - 7月29日：鉄道建設・運輸施設整備支援機構との債務減免が合意に至らず、更生計画案の提出が再延期され事業家管財人が辞任するとともに常石造船グループがスポンサーを辞退[127]。
  - 10月8日：リベラ、旧・東日本フェリーに対する支援表明[128]。
  - 11月17日 - 北興グループ（旭川市）が東日本海陸輸送の中核支援者に決定[129]。
- 12月28日 - グループ5社の更生計画案を東京地裁に提出[130]。
- 2005年
  - 3月14日：蔦井グループ中核の「ツタイ商事」が民事再生法を申請、クワザワの支援で再建を行う[62]。
  - 7月15日：北海道運輸局がリベラによる東日本フェリー・九越フェリーの合併申請を認可[8]
  - 8月1日：リベラを存続会社とし、（旧）東日本フェリーほかグループ会社3社（九越フェリー、東日本観光サービス、東日本輸送）を合併。東日本フェリーの名前は事業名称として使用を継続[67]。
- 2006年
  - 3月15日：室蘭-八戸航路を休止[89][131]。
  - 4月1日：インターネット予約サービスを開始、函館・青森・室蘭・大間港にフェリー業界初のインターネット予約用自動発券機を導入[132][133]。
  - 9月2日・3日：日本海沿岸での需要創出を目指し国土交通省や寄港地自治体等との連携で室蘭 - 直江津 - 博多航路を金沢港・境港に試験寄港[134][135]。
  - 10月2日：リベラよりフェリー事業を分割・事業継承する目的で、100%出資子会社の（新）東日本フェリーを設立[67][136]。
  - 10月17日：苫小牧 - 大洗航路の運航について2007年からの商船三井フェリーへの集約を決定[137]、室蘭 - 直江津 - 博多航路と2隻ずつの船舶交換の方針とする[138]。
  - 11月 - 室蘭 - 直江津 - 博多航路の運休方針を決定、当初2007年1-3月に運休し団体旅行客への対応を視野に154人乗りの従来船と定員の多い商船三井フェリーの2隻の交換を行い改装の上再就航を行う計画とし[139]、その後運休日を12月25日に前倒しした[140]。
  - 12月1日
    - 苫小牧 - 八戸航路の同社運航便を川崎近海汽船（シルバーフェリー）へ移管し八戸港から撤退[141]。同航路に就航していた「べにりあ」「べが」を用船するとともに、川崎近海汽船との共有船「フェリーはちのへ」の持分を川崎近海汽船へ譲渡。
    - 旧東日本輸送が手掛けていた陸上輸送事業を分社化しリベラ・三協運輸（現・三協）の共同出資で「ネクスト」を設立[142][143]。

  - 12月25日：室蘭 - 直江津 - 博多航路を休止[144][140]。
  - 12月31日：苫小牧 - 大洗航路を休止[137]。
- 2007年
  - 1月2日：苫小牧 - 大洗航路の運航を商船三井フェリーへ移管[137]。苫小牧港・大洗港から撤退。

「へすていあ」を商船三井フェリーに用船[145]。
  - 1月：室蘭 - 直江津 - 博多航路「ニューれいんぼうべる」「ニューれいんぼうらぶ」を商船三井フェリー「さんふらわあみと」「さんふらわあつくば」と交換[146]。

この時点では貨物重視から旅客重視の船型に転換し、さんふらわあ2船を改装の上同航路に就航の予定であったが同月26日「さんふらわあみと」をパンスターライン（韓国・ソウル）に用船、「パンスター・サニー」と改称され、釜山-大阪航路に就航した。また「さんふらわあつくば」はドック入りし4月に「フェリーつくば」に改称、その後7月にギリシャに売却された[147][148][149]。
  - 1月25日：函館 - 大間・函館 - 青森・室蘭 - 青森航路の（新）東日本フェリーへの譲渡、休止中の苫小牧 - 大洗・苫小牧 - 仙台・室蘭 - 八戸・室蘭 - 大畑・岩内 - 直江津 - 室蘭・直江津 - 博多・室蘭 - 大洗・苫小牧 - 八戸航路の廃止を北海道運輸局に業務申請[68]。
  - 3月1日：リベラ、フェリー事業を分割し（新）東日本フェリーへ事業を譲渡[67]。
  - 7月11日：船舶改装の困難や青函航路の改善への注力を理由に、室蘭 - 直江津 - 博多航路の再開見送りを表明[150]。
  - 9月1日：函館 - 青森航路に、高速フェリー「ナッチャンRera」が就航[151]。一部の在来船が転配および引退。また、函館港新フェリーターミナルも竣工。
  - 9月30日：「ナッチャンRera」が機関故障のため、長時間にわたり陸奥湾内で立ち往生する[152]。
  - 10月13日：「最善の注意を払い、繊細なメンテナンスを行い続けるには現在の短い待機時間の中では少々時間が不足している」との理由により、高速フェリーの夜間運航を当分の間休止[151]。
  - 10月26日：冬季の厳しい海象が予想される中でのサービス維持を理由に、高速フェリーの冬期航海時間を1時間45分から2時間15分に変更とする[153]。
  - 11月1日：函館 - 青森航路の在来フェリー配船を一部変更。「びいな」に代わり、引退した「ばにあ」が復活[154]。
- 2008年
  - 5月2日：函館 - 青森航路に2隻目の高速フェリー「ナッチャンWorld」が就航、高速船の所要時間を2時間から2時間5分とする[155]。本船就航に合わせ青森港高速船ターミナル（現・青森港津軽海峡フェリーターミナル）が竣工。
  - 6月1日：QRコードを使用した新乗船システム「スマートチェックイン」システム開始。
  - 6月16日：金沢 - 釜山航路を開設[156][157]。
  - 10月：リベラホールディングスが新たにフェリー部門の持株会社として「ブルーオーシャン株式会社」を設立し、同社の傘下となる[158][159]。
  - 10月29日：金沢 - 釜山航路を休止[160]。
  - 11月1日：高速フェリー「ナッチャンRera」「ナッチャンWorld」の運航を休止[161]。
  - 12月1日：函館 - 青森航路、函館 - 大間航路および室蘭 - 青森航路を廃止。前者2航路およびフェリー4隻を道南自動車フェリーへ承継[160]。

函館 - 大間航路は暫定的な運航継続。
- 2009年11月1日：道南自動車フェリーに吸収合併され、解散[78]。

## 航路

### 譲渡航路
- 函館港 - 大間港 （国道279号・国道338号の海上区間。）（1964年 - ）
  - 航路距離約40km、所要時間1時間40分[162]。
  - 2008年11月30日の運航をもって廃止。同年12月は自治体の支援なしで運航し、2009年1月から自治体の支援で1年間の暫定運航を行った。
- 函館港 - 青森港（1967年 - ）
  - 航路距離113km、所要時間3時間40分[162]。
  - 高速フェリーは2008年10月31日、在来フェリーは同年11月30日の運航をもって廃止。高速フェリーも夏期繁忙期限定で運航（2009 - 2012年）。

### 廃止航路

#### リベラ継承後（航路）
- 室蘭港 - 青森港（1967年 - 2008年11月30日）
  - 航路距離204km、所要時間約7時間[162]。
  - 2008年11月30日の運航をもって廃止。後身の津軽海峡フェリーが2023年10月より再就航。
- 苫小牧港 - 八戸港（1979年 - 2006年11月30日）
  - 航路距離242km、所要時間約8時間30分[162]。
  - 単独運航便・川崎近海汽船との共同運航便を各1往復運航[162]。2006年11月30日の運航をもって川崎近海汽船による単独運航となる。
- 室蘭港 - 直江津港（1990年7月 - 2006年12月25日）
  - 航路距離678km、所要時間約17時間、週3便運航[162]。
- 直江津港 - 博多港（2005年8月 - 2006年12月25日）
  - 航路距離901km、所要時間20時間30分、週3便運航[162]。
  - 1996年九越フェリーにより開設、2005年8月譲受。2006年12月より当分の間就航船舶の入れ替えのため休止。2007年春からの再開や金沢港への追加寄港を計画していたものの[68][163]、7月に再開見送りを表明[150]。
- 苫小牧港 - 大洗港（2002年6月3日 - 2006年12月31日）
  - 2006年12月31日の運航をもって商船三井フェリーによる単独運航となる。
- 金沢港 - 釜山港（2008年6月16日[164] - 10月30日）
  - 所要時間約21時間、週1便運航[164]。
  - 韓国パンスターラインドットコムに委託して運航[164]。2008年10月29日の金沢出港便をもって休止。

#### 初代法人（航路）
- 岩内港 - 直江津港（1990年 - 1999年）
  - 航路距離721km、所要時間約18時間、週3便運航[162]。
- 室蘭港 - 大洗港（1985年 - 2002年）
  - 航路距離728km、所要時間約19時間[162]。
- 苫小牧港 - 仙台港（1984年 - 2000年）
  - 航路距離565km、所要時間約15時間、隔日1便運航[162]。1973年に新東日本フェリーにより開設され1984年に譲受。
- 室蘭港 - 八戸港（1979年[165] - 2006年[166]）
  - 航路距離226km、所要時間8時間[162]。
- 室蘭港 - 大間港（1970年[165] - 1991年[166]）
  - 航路距離120km、所要時間5時間30分[165]。
- 室蘭港 - 大畑港（1975年 - 1976年・1991年 - 1998年[166]）
  - 航路距離122km、所要時間4時間20分[162]。
- 函館港 - 野辺地港（1969年 - 1993年）[167]
  - 航路距離124km、所要時間4時間40分[165]。
- 函館港 - 大間港 - 佐井港（1960年代後半[168][169]）
  - 航路距離53km[169]。
- 函館港・末広地区（現・マルカツ興産遊覧船「ブルームーン」乗り場） - 青森港 安方地区（1990年 - 1992年7月）/本港地区「青森港旅客船ターミナル」（1992年7月 - 1996年）（ジェットフォイル航路）
  - 航路距離113km、所要時間1時間40分[170]。
- 戸井港 - 大間港（1971年[165] - 1975年・1977年 - 1980年）[4]
  - 航路距離26km、所要時間1時間[165]。
- 福島港 - 三厩港（1965年 - 1983年・1987年・1989年 - 1992年[4]・1998年[171]）
  - 航路距離38km、所要時間2時間[165]。

### 構想航路
カッコ内は検討された時期。
- 室蘭港 - 鹿島港（1969年[172]-1970年代[173]）
- 苫小牧港 - 鹿島港（1969年[172]-1970年代・後に室蘭 - 大洗航路に変更）[4]
- 苫小牧港 - 東京港（コンテナ専用船、1970年代前半）[174]
- 室蘭港 - 金沢港（1982-1983年頃）[175]
- 室蘭港 - 新潟港（1986年）[176]
- 長崎港 - 上海港・台湾（1990年代）[4]
- 小樽港・稚内港 - コルサコフ港（1990年代[4] ・後に東日本海フェリーにより稚内 - コルサコフ航路を開設）
- 室蘭港 - 直江津港 - 金沢港 - 博多港（2007年）[163]

## 船舶

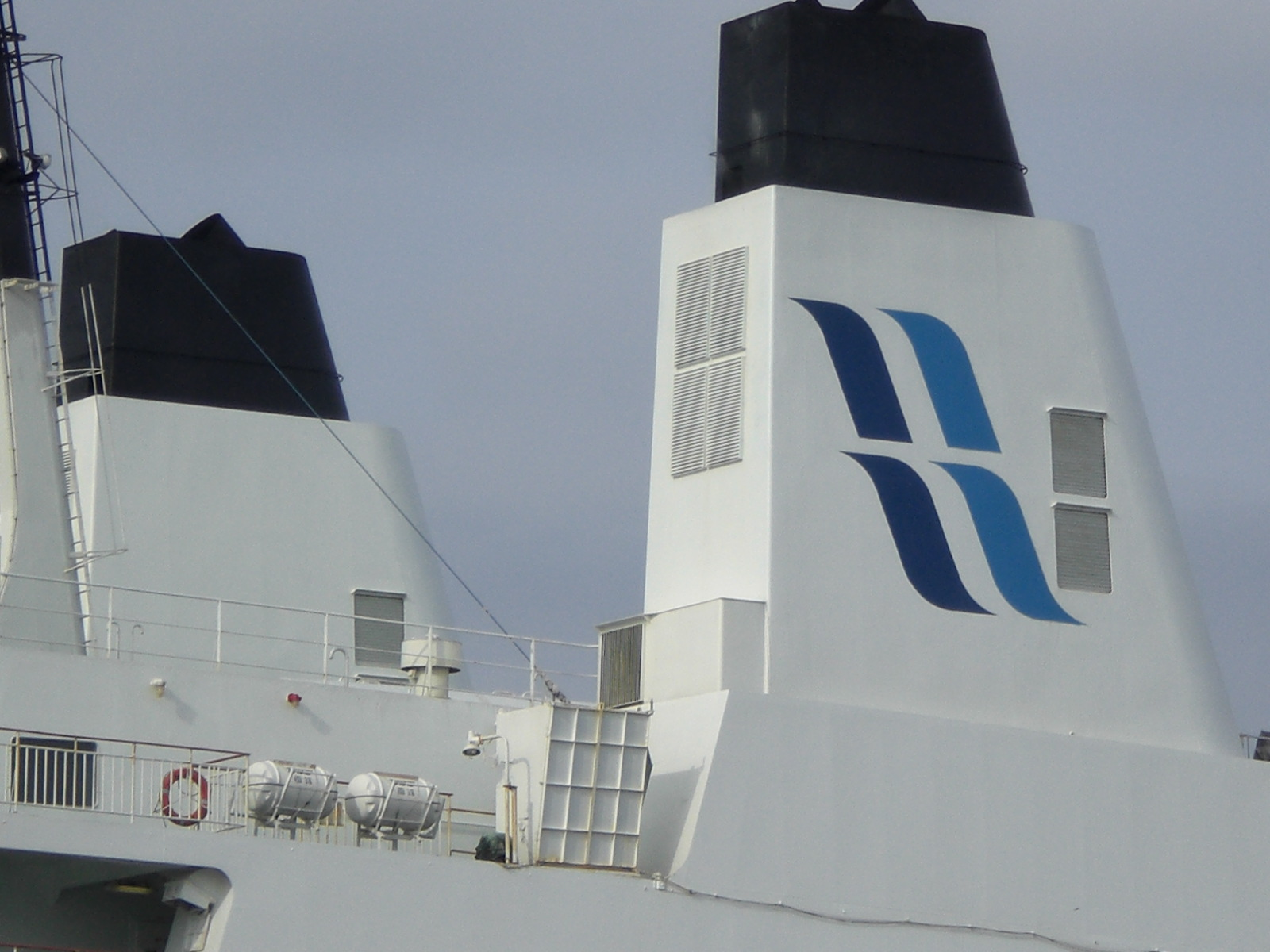
ファンネルマーク

塗装は胴体に下から赤・オレンジ・黄色の3色のラインを船尾から中央部まで下部に細く中央部からブリッジに向け斜めに太く引いたものとし、ファンネルマークは白地に「H」をモチーフとした紺と青のCIマークと上部を黒く塗ったものとした。
またファンネルマークについては80年代にはCIマークのない白と黒の2色・「第六青函丸」型まではオレンジを基調に白く蔦井家の商号である「◯井」のマークをあしらい、蔦井の「井」を表しつつ尖った角のある商号は上手くいかないとの思いから丸をあしらったものとした。

### 譲渡船舶

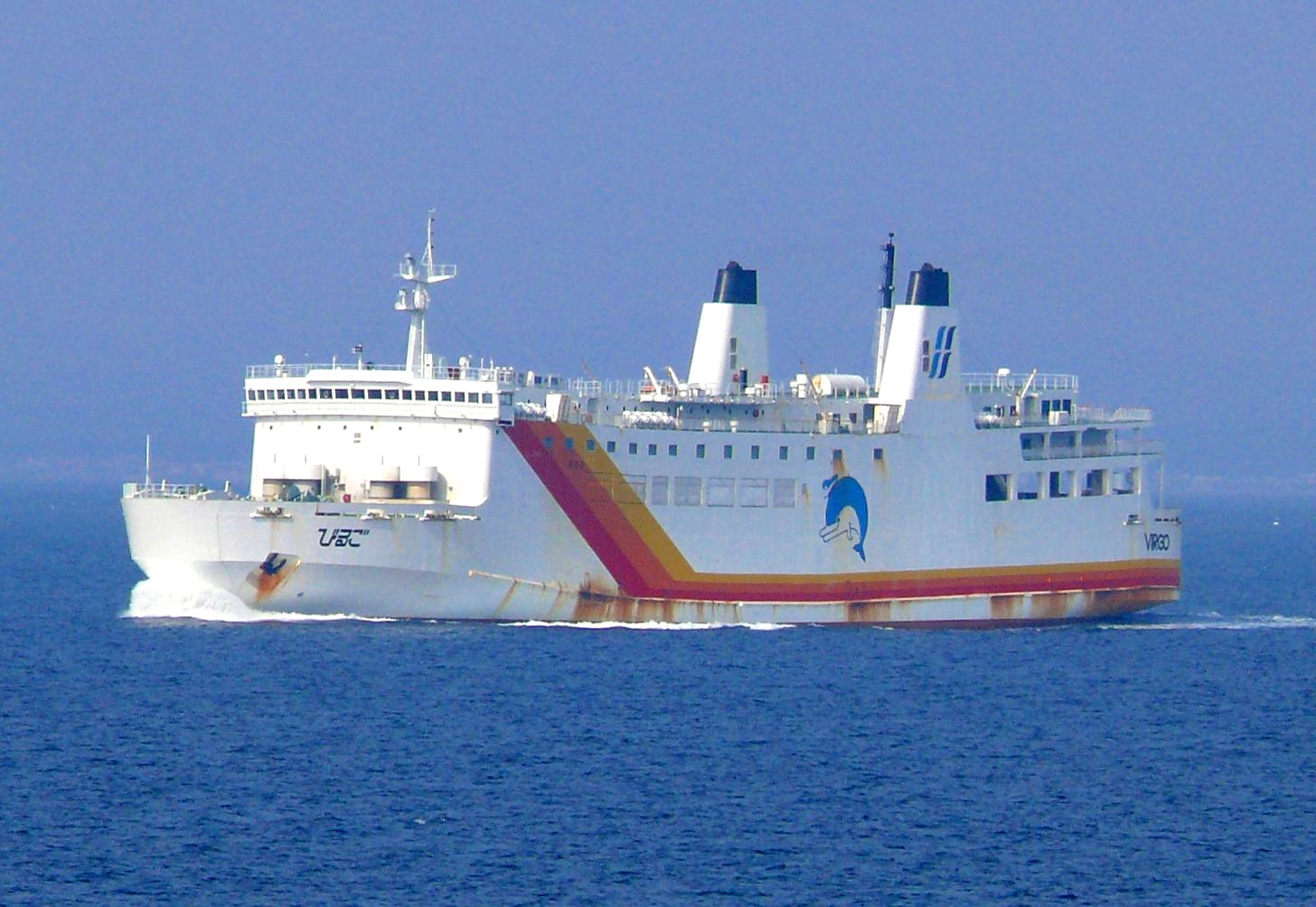
びるご - 青森湾

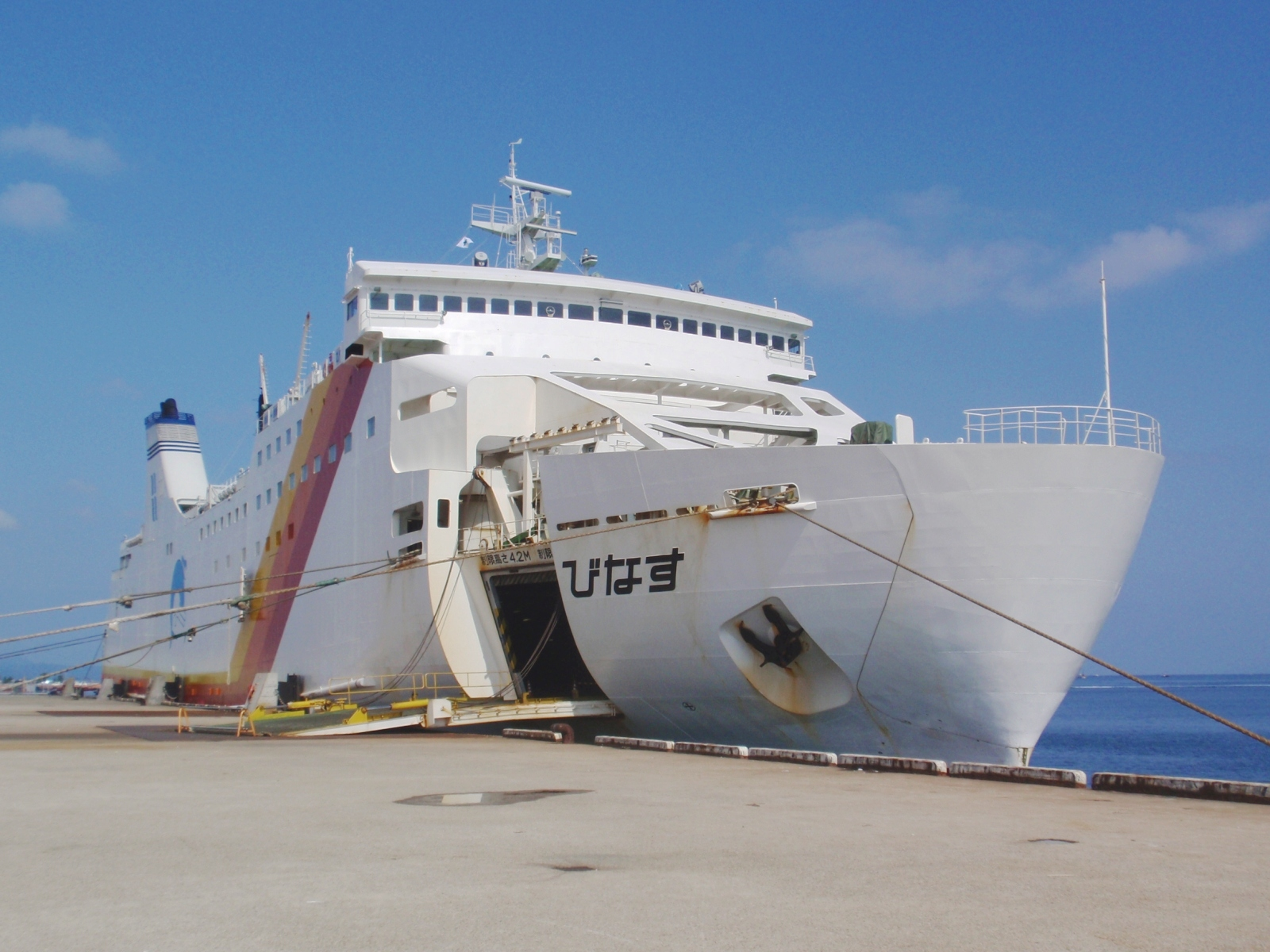
びなす

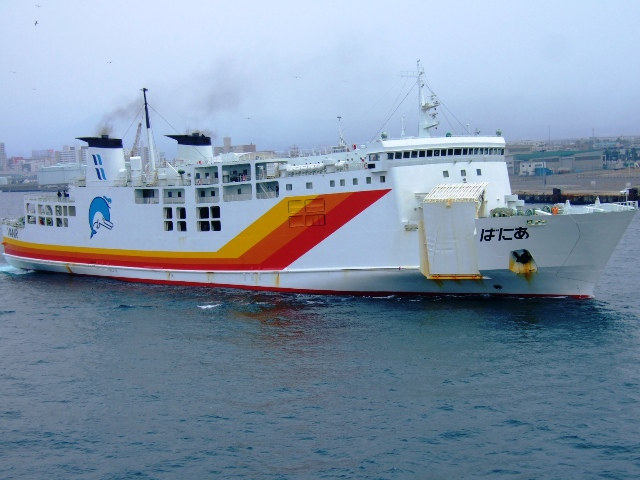
ばにあ

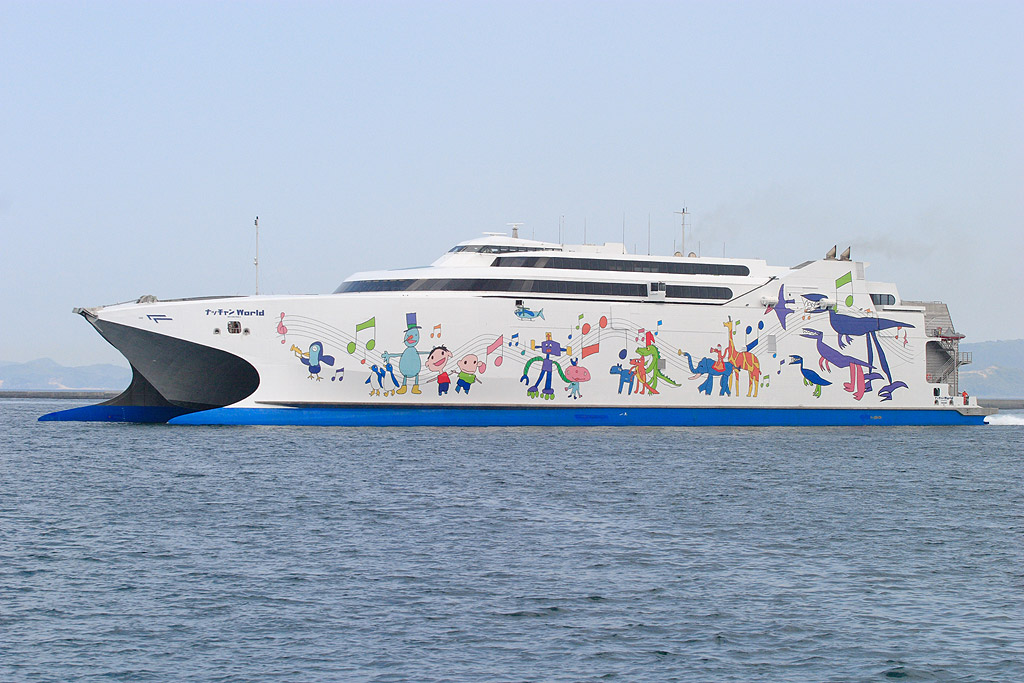
ナッチャンWorld - 青森港

- びるご（VIRGO、2代目）

6,706総トン。全長134.6 m、航海速力20ノット。
旅客定員600名。車両積載数：トラック96台、乗用車20台。三菱重工業下関造船所建造。
船名の由来は、和名おとめ座にあたる名称（諸説あるが、東日本フェリー公式サイトによると「王ゼウスと女神テミスの間に生まれた清純な女神の名前」となっている）。2007年9月以前は室蘭 - 青森航路に就航していたがのちに青函航路に復帰。道南自動車フェリー譲渡後、2014年まで運航。
- びなす（VENUS、2代目）

7,198総トン。全長136.6 m、航海速力20ノット。
旅客定員800名。車両積載数：トラック95台、乗用車20台。三菱重工業下関造船所建造。
船名の由来は、ギリシャ神話のアプロディーテー（美の女神、名称はローマ神話由来のウェヌス）より。2007年9月、高速フェリー「ナッチャンRera」就航にともない青函航路から室蘭 - 青森航路へ転配。道南自動車フェリー譲渡後は再び青函航路に転配され2017年まで運航。
- ばあゆ（VAYU）

1,529総トン。全長83.4 m、航海速力16.3ノット。
旅客定員470名。車両積載数：トラック23台または乗用車58台。内海造船瀬戸田工場建造。
船名の由来は、インド神話のヴァーユ（風の神）より。道南自動車フェリー譲渡後、2013年まで運航。
- ばにあ（VANIR）

5,193総トン。全長126.2 m、航海速力20.9ノット。
旅客定員520名。車両積載数：トラック98台、乗用車15台。内海造船瀬戸田工場建造。
船名の由来は、北欧神話のヴァン神族（豊穣と平和をつかさどる神）より。2007年9月、高速フェリー「ナッチャンRera」就航にともない一旦は係船されたが、同年11月より青函航路に復帰。道南自動車フェリー譲渡後も5日間だけ運航していたが、青蘭航路から転属した「びなす」と入れ替わる形で引退。
- ナッチャンWorld（NATCHAN WORLD）

10,715トン。全長112.6 m、幅30.5 m、出力36,000kW、航海速力36ノット（最大速力40ノット級）。
旅客定員772名。車両積載数：トラック56台、乗用車178台。インキャット社（オーストラリア）建造。
船名の由来は「ナッチャンRera」に引き続き「ナッチャン」の呼び名が引き継がれ、世界中から集まった仲間たちがパレードするという船体イラストイメージから、「World」（ワールド）を合わせたもの。2008年5月に就航したが、同年10月31日の運航をもって休止ののち2009年から2012年に夏季繁忙期に臨時運航。また2011年からは防衛省の輸送船としても用いられ青函航路での運航終了後は防衛省のPFI事業船となり、2018年からは観光チャーターにも使用。

### 運航していた船舶

#### リベラ継承後（船舶）

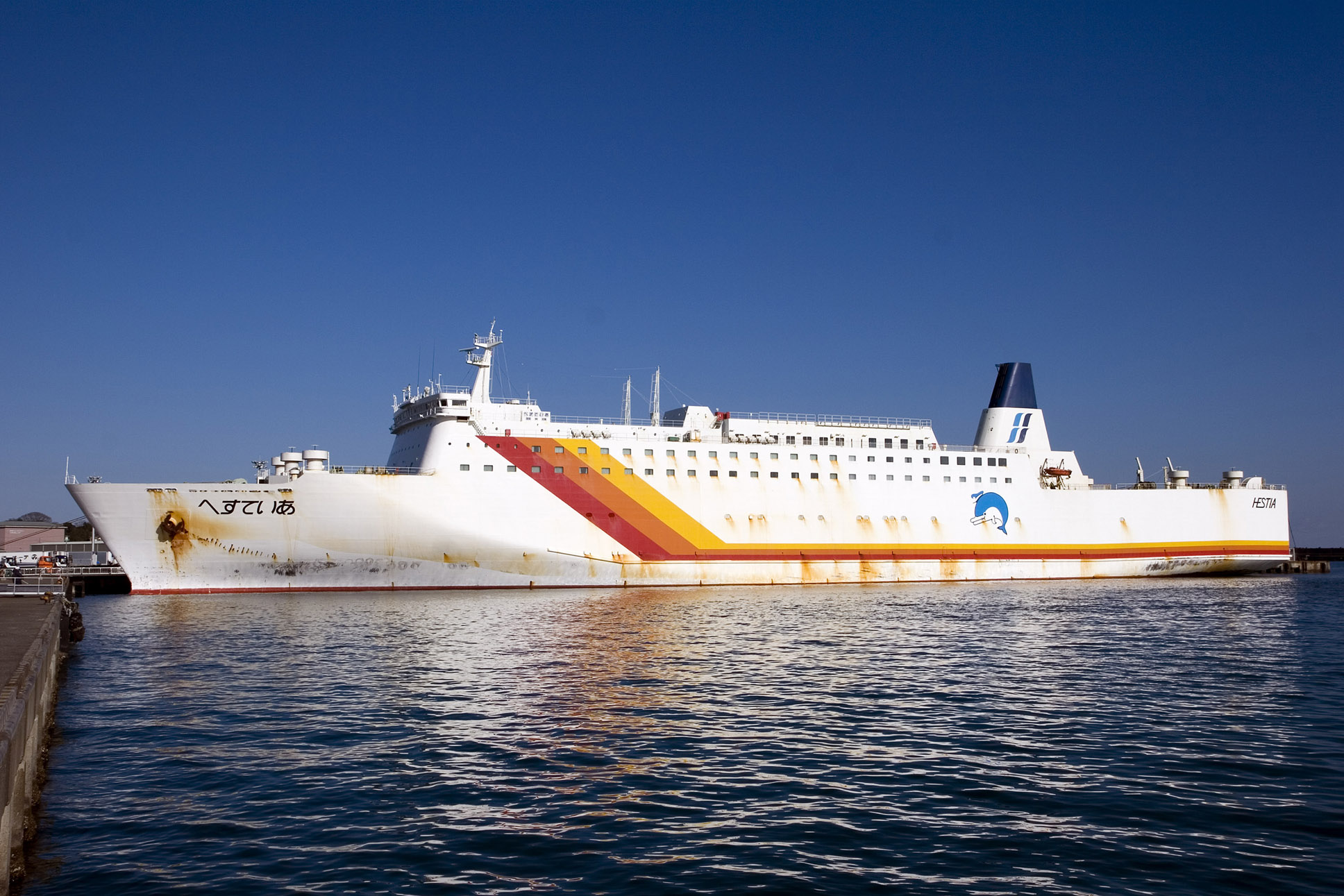
へすていあ - 大洗港

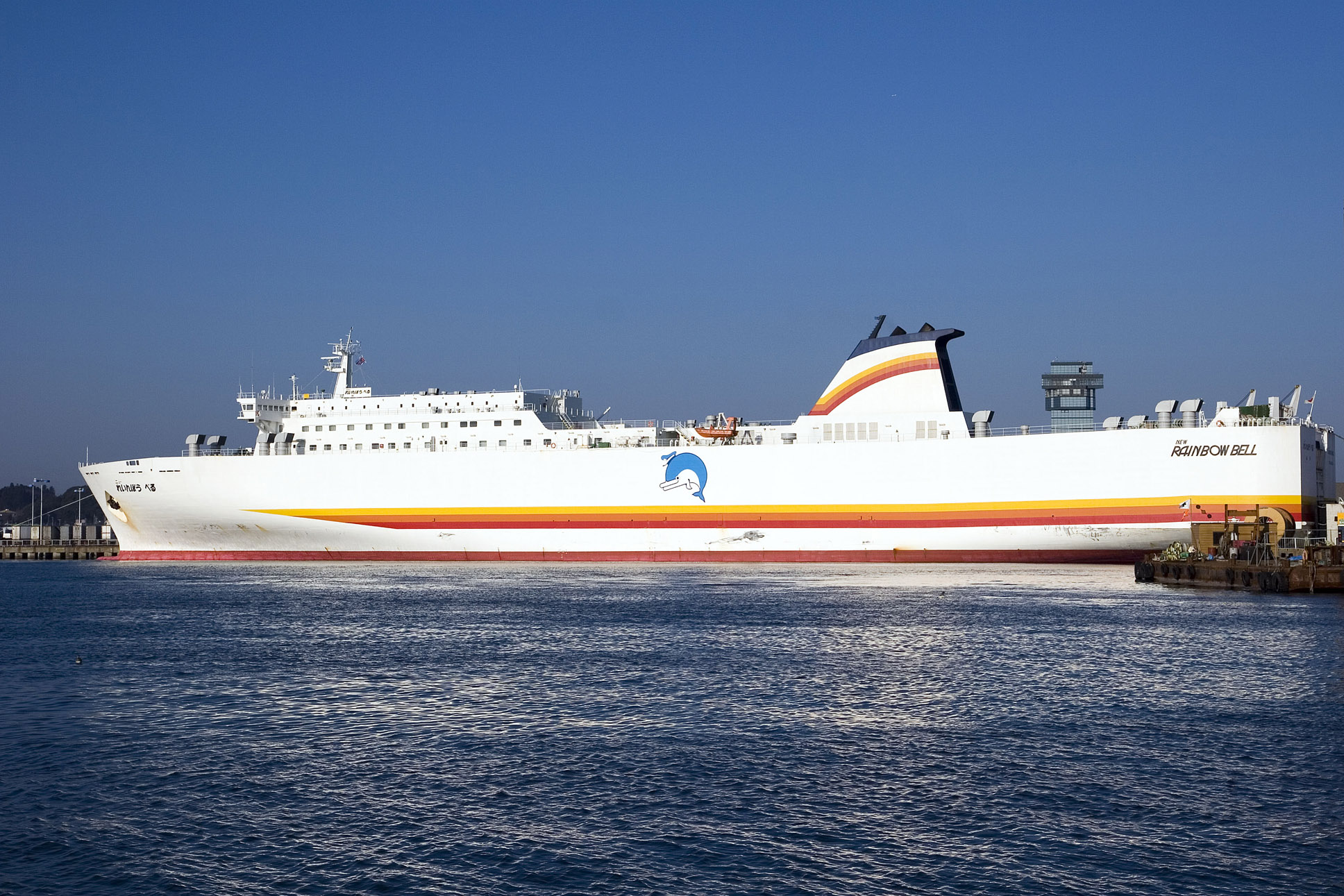
ニューれいんぼうべる - 大洗港

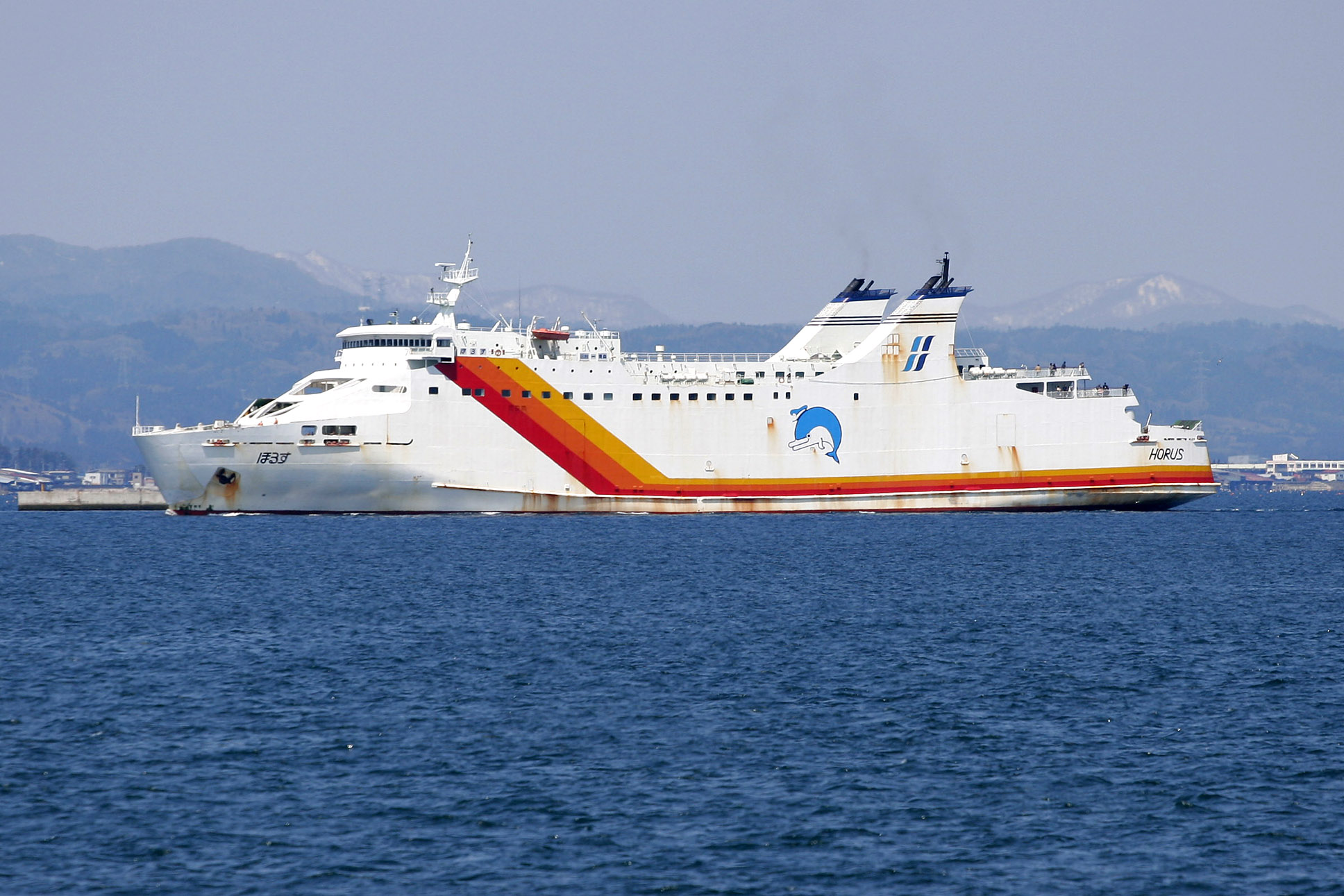
ほるす - 青森港

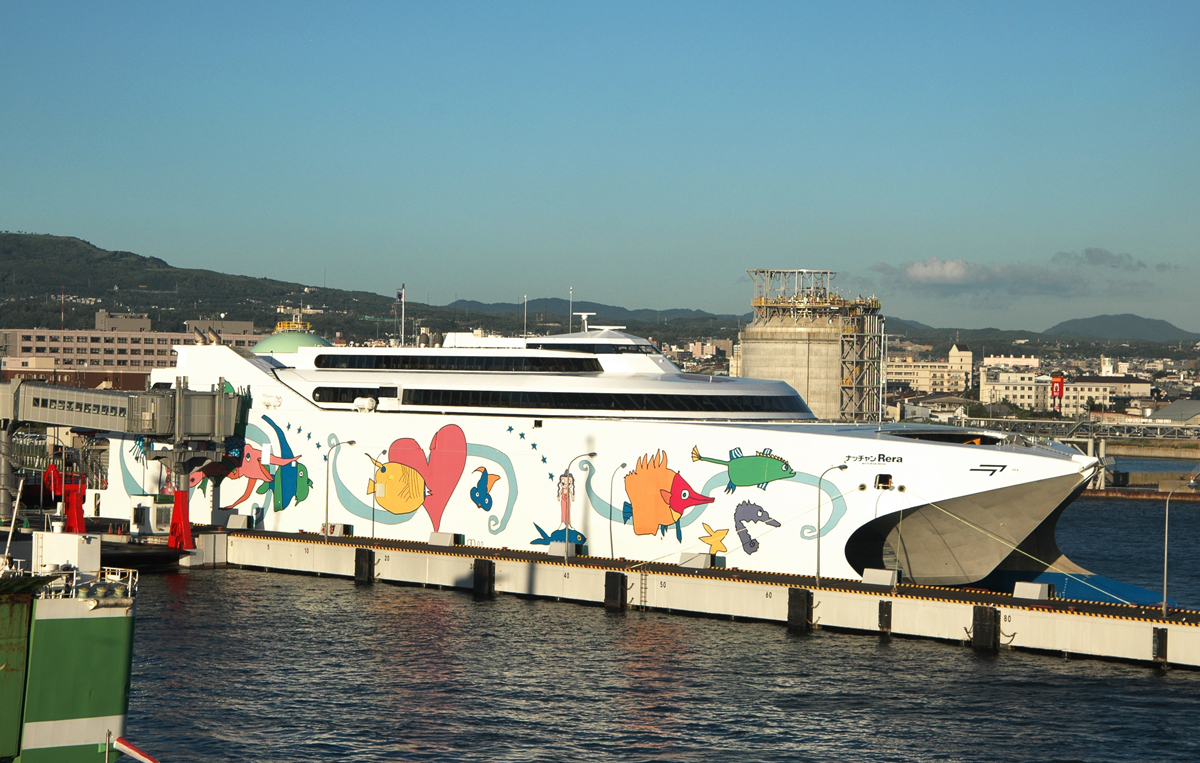
ナッチャンRera - 函館港

- べにりあ（VENILIA、2代目）

6,658総トン。全長134.6 m、最大速力20.0ノット。
旅客定員450名。車両積載数：トラック96台、乗用車14台。三菱重工業下関造船所建造。
苫小牧 - 八戸航路（川崎近海汽船と共同運航）に就航し、2006年11月のリベラ撤退後も川崎近海汽船が用船し、2021年まで同航路に就航していた。
- べが (2代)（VEGA、2代目）

6,698総トン。全長134.6 m、最大速力20.0ノット。
旅客定員600名。車両積載数：トラック96台、乗用車20台。三菱重工業下関造船所建造。
苫小牧 - 八戸航路（川崎近海汽船と共同運航）に就航し、2006年11月のリベラ撤退後も川崎近海汽船が用船し、2013年まで同航路に就航していた。
- フェリーはちのへ (2代)（FERRY HACHINOHE、2代目）

5,603総トン。全長126.6 m、最大速力21.5ノット。
旅客定員520名。車両積載数：トラック57台、乗用車93台。内海造船瀬戸田工場建造。
苫小牧 - 八戸航路（川崎近海汽船と共同運航）に就航し、2006年11月のリベラ撤退時に川崎近海汽船がリベラの共同持ち分を譲り受け、2012年まで就航していた。
- へすていあ（HESTIA）

1993年1月竣工、同年11月就航。13,539総トン。全長192 m、幅27 m、出力35,600馬力、航海速力24ノット。
旅客定員705名。車両積載数：トラック180台、乗用車100台。三菱重工業下関造船所建造。
大洗 - 室蘭航路に就航。2002年5月の航路休止後は大洗 - 苫小牧航路に配転され、2007年のリベラ撤退後に商船三井フェリーが用船し改称ののち2017年まで運航。
- ニューれいんぼうべる（New RAINBOW BELL）

2001年9月竣工。11,401総トン。全長190 m、幅26.4 m、出力39,600馬力、航海速力24.9ノット。
旅客定員154名。車両積載数：トラック180台、乗用車100台。三菱重工業下関造船所建造。
2005年8月東日本フェリーに移管。日本海航路休止後、商船三井フェリーの「さんふらわあ みと」「さんふらわあ つくば」と等価交換され「さんふらわあ しれとこ」に改名し大洗 - 苫小牧航路の深夜便に就航中。
- ニューれいんぼうらぶ（New RAINBOW LOVE）

2001年6月竣工。11,410総トン。全長190m、幅26.4 m、出力39,600馬力、航海速力24.9ノット。
旅客定員154名。車両積載数：トラック180台、乗用車100台。三菱重工業下関造船所建造。
2005年8月東日本フェリーに移管。日本海航路休止後、2007年に商船三井フェリーの「さんふらわあ みと」「さんふらわあ つくば」と等価交換され「さんふらわあ だいせつ」に改名し大洗 - 苫小牧航路の深夜便に就航中。
- ほるす（HORUS）

1994年6月竣工、同年7月就航。7,192総トン。全長136.6 m、幅21 m、航海速力20ノット。
旅客定員600名。車両積載数：トラック95台、乗用車20台。三菱重工業下関造船所建造。
室蘭 - 青森、苫小牧 - 仙台、函館 - 青森航路に就航していたが2007年9月、高速フェリー「ナッチャンRera」就航にともない引退。室蘭港に係船後、2008年韓国・パンスターラインに用船し「パンスター・ハニー」として運航、その後津軽海峡フェリーにて2010年より2016年まで「ブルードルフィン」、2017年より2020年まで「ブルードルフィン2」として再び函館 - 青森航路に就航した。
- パンスター・ハニー（PANSTAR HONEY）

7,182トン。旅客定員514名。
韓国サンスターラインへ用船され2008年6月16日に釜山 - 金沢間に就航したが、同年10月29日の金沢出港便をもって航路休止。
- びるたす（VIRTUS）

6,687総トン。全長134.6 m、航海速力20ノット。
旅客定員800名。車両積載数：トラック96台、乗用車20台。三菱重工業下関造船所建造。
1991年就航、室蘭 - 青森航路、苫小牧 - 八戸航路等に就航していたが2006年4月、韓国へ売却。現在はHan Il Express（韓一高速）で、「Hanil Carferry No.1（韓一カーフェリーNo.1）」と改名のうえ、莞島 - 済州島航路に就航。
- びいな（VENA）

2,290総トン　全長:98.63 m　航海速力:18.65ノット。
輸送人員:456名　輸送車輌:トラック35台(または乗用車100台)　内海造船瀬戸田工場製造。
1987年就航、函館 - 青森航路に就航。2007年11月引退。
- ナッチャンRera（NATCHAN RERA）

10,712トン。全長112.6 m、幅30.5 m、出力36,000kW、航海速力36ノット（最大速力40ノット級）。
旅客定員774名。車両積載数：トラック56台、乗用車178台。インキャット社(en:Incat)（オーストラリア）建造。
船名の由来は、船体塗装のイラストをデザインした小学生の愛称「ナッチャン」と、アイヌ語で風という意味の「Rera」（レラ）を合わせたもの。2007年9月に就航したが、2008年10月31日をもって運航休止。室蘭港や青森港で係船ののち2012年10月に台湾企業に売却。

#### 初代法人（船舶）
- ばるな（VARUNA、3代目）（→さんふらわあ さっぽろ（2代目））

1998年8月竣工、同年10月就航。13,654総トン、全長192 m、幅27 m、出力35,600馬力、航海速力24ノット。
旅客定員630名。車両積載数：トラック180台、乗用車100台。三菱重工業下関造船所建造。
直江津 - 岩内、大洗 - 室蘭航路に就航。2002年5月の大洗 - 室蘭航路休止後は商船三井フェリーが用船し、大洗 - 苫小牧航路に就航。2005年1月に改称および船内を改装し2017年まで同航路の夕方便に就航。
- 英鶴丸（ひでつるまる）

1983年竣工、1998年7月就航。1,581総トン、全長71.6 m。林兼造船建造。
旅客定員220名。車両積載数:トラック18台。
1998年7・8月の三厩 - 福島航路夏季限定運航時に淡路フェリーボートから傭船。限定運航後は長崎港での係船の後インドネシアへ売却。
- ゆにこん（unicorn、初代） - ジェットフォイル

1990年就航。163総トン、全長30.3 m、幅8.5 m、出力15,200馬力。最大速力45.6ノット（航海速力43ノット）。
旅客定員233名。川崎重工業神戸造船所建造。
函館 - 青森間を1時間40分で運航していたが、自動車の航送ができなかったほか、燃費が悪く、また冬季の欠航多発で採算にあわず1996年に廃止。その後、九州商船に譲渡され、「ぺがさす2」として長崎 - 下五島 - 上五島航路に就航。
- ゆにこん（unicorn、2代目） - 高速カーフェリー

1997年6月就航。1,498総トン。全長101.0 m、幅14.9 m、出力35,360馬力。最大速力42.4ノット（航海速力35ノット）。
旅客定員423名。車両積載数：大型バス5台、乗用車106台。三菱重工業下関造船所建造。
函館 - 青森間を2時間で運航する高速カーフェリー。燃費が悪く、また冬季の欠航多発で採算にあわず2000年11月に廃止。廃止後は三菱重工業で係船ののち、台湾に売却され2006年から2013年頃まで「今日之星」として台南安平港 - 澎湖馬公港間を2時間で夏季運航された。
- はあきゆり（HERCULES）
- 13,403総トン。全長192 m、幅27.0 m。

旅客定員703人。車両積載数：トラック180台、乗用車100台。三菱重工業下関造船所建造。
直江津 - 岩内、大洗 - 室蘭航路に就航。1992年竣工、2000年ギリシャへ売却。
船名の由来は、ヘラクレス座ならびにギリシャ神話の救世主「ヘーラクレース」より。
- へるめす（HERMES）

13,384総トン。全長192 m、幅27.0 m。
旅客定員700人。車両積載数：トラック180台、乗用車100台。三菱重工業下関造船所建造。
直江津 - 岩内・室蘭航路に就航、同航路第一船。1990年就航、1999年ギリシャへ売却。
船名の由来は、ギリシャ神話に登場する富と幸運の神で、商業・旅人の守護神「ヘルメース」より。
- びくとり（VICTORY）

17,113総トン。全長187 m、幅27.0 m。
旅客定員680人。車両積載数：トラック177台、乗用車116台。三菱重工業下関造船所建造。
大洗 - 室蘭航路に就航。1989年就航、1998年イタリアへ売却。
船名の由来は、ギリシャ神話の勝利の女神「ウィクトーリア」より。
- つがる

537総トン。全長50.8 m。航海速力13.4ノット。
1970年竣工、元東日本海フェリー・北海商船「第一宗谷丸」。
旅客定員217人。車両積載数：乗用車17台。中村造船鉄工所建造。
福島 - 三厩航路に就航。1989年就航、1992年引退。
- べにりあ（VENILIA、初代）

6,327総トン。全長134.6 m、幅21 m。
旅客定員600名。車両積載数：トラック96台、乗用車20台。三菱重工業下関造船所建造。
函館 - 青森航路に就航。1988年就航、1995年韓国へ売却。
- ばるな（VARUNA、2代目）

16,725総トン。全長187.13 m、幅27.0 m。
旅客定員680人。車両積載数：トラック135台、乗用車90台。三菱重工業下関造船所建造。
大洗 - 室蘭航路、仙台 - 苫小牧航路に就航。1987年就航、1999年イタリアへ売却。
- びすば（VISVA）

2,290総トン。全長98.6 m、幅17.2 m。航海速力18.7ノット。
旅客定員456人。車両積載数：トラック35台。内海造船瀬戸田工場建造。
函館 - 青森航路に就航。1986年竣工、1999年九四フェリーボートへ売却され「九州」として就航。
船名の由来はインド神話の全ての神々の総称より。
- べえだ（VEDA）

5,087総トン。全長126 m、幅20.0 m。航海速力20.9ノット。
旅客定員520人。車両積載数：乗用車15台、トラック98台。内海造船瀬戸田工場建造。
函館 - 青森航路に就航。1986年8月就航、2000年韓国へ売却。
船名の由来は、インド神話の天・空・地の三界に配置された神の総称「ヴェーダ」より。
- ばるな（VARUNA、初代）

15,404総トン。全長188 m、幅24.0 m。
旅客定員607人。車両積載数：トラック156台、乗用車100台。内海造船瀬戸田工場建造。
元太平洋フェリー「だいせつ」。大洗 - 室蘭航路に就航、同航路第一船。1985年就航、1987年ギリシャへ売却。
- ぼらん（VOLANS）

5,100総トン。全長126.2 m、幅20.0 m。
旅客定員520人。車両積載数：トラック88台、乗用車15台。内海造船瀬戸田工場建造。
室蘭 - 八戸、苫小牧 - 八戸、函館 - 青森航路に就航。1983年竣工。
船名の由来はアルゴ座のそばを泳ぐように見えるところから命名された「とびうお座」より。
- フェリーはちのへ (初代)（FERRY HACHINOHE、初代）

1979年10月竣工。3,774総トン、全長114 m、全幅19.0 m、出力12000馬力、最大速力21ノット。
旅客定員520名。車両積載数：トラック40台、乗用車50台。今治造船今治工場建造。
シルバーフェリーとの共有船。1988年引退。その後Han Il Express(韓一高速)で、「Hanil Carferry No.2（韓一カーフェリーNo.2）」と改名のうえ、莞島～済州島航路に就航。
- べら（VELA）

3,664総トン。全長120 m、幅17.8 m。航海速力20.0ノット。
旅客定員500名。車両積載数：トラック81台、乗用車18台内海造船瀬戸田工場建造。
室蘭 - 青森、函館 - 青森、室蘭 - 大畑航路に就航。車両積載数：トラック82台、乗用車19台。
1979年9月竣工、2001年10月引退。
船名の由来はアルゴ座を四分割したうちの一つである帆座より。
- べすた（VESTA）

3,664総トン。全長120.5 m、幅17.8 m。航海速力20.0ノット。
旅客定員500名。車両積載数：トラック82台、乗用車19台。内海造船瀬戸田工場建造。
室蘭 - 青森、函館 - 青森航路に就航。1979年竣工、1996年引退。
船名の由来はギリシャ神話で天の神クロノスと地の女神レアーの間に生まれた3人娘の1人で炉辺の女神「ウェスタ」より。
- びなす（VENUS、初代）

3,472総トン。全長120.78 m、幅17.2 m。航海速力20.0ノット。
旅客定員387名。車両積載数：8tトラック45台、乗用車40台。内海造船田熊工場建造。
大畑 - 室蘭、八戸 - 苫小牧、青森 - 函館航路に就航。1975年竣工、1994年フィリピンへ売却。
- びるご（VIRGO、初代）

6,709総トン。全長136.58 m、幅21.0 m。
旅客定員712名。車両積載数：トラック104台。内海造船瀬戸田工場建造。
仙台 - 苫小牧航路に就航。1974年竣工、1989年売却。
- べが（VEGA、初代）

6,702総トン。全長136.58 m、幅21.0 m。
旅客定員：617名。車両積載数：トラック104台。内海造船瀬戸田工場建造。
仙台 - 苫小牧、八戸 - 苫小牧航路に就航。1973年竣工、1988年売却。
- 第六青函丸

3,499総トン。全長120.54 m、幅16.8 m。
旅客定員695名。車両積載数：トラック50台または乗用車126台。下田船渠建造。
函館 - 青森、室蘭 - 青森航路に就航。1973年竣工、1992年売却。
- 第七青函丸

3,450総トン。全長120.54 m、幅16.8 m。
旅客定員695名。車両積載数：トラック50台または乗用車126台。内海造船田熊工場建造。
函館 - 青森、室蘭 - 青森航路に就航。1973年竣工、1992年売却。
- 第二室蘭丸

1,215総トン。全長74.7 m、幅14.2 m。航海速力17.4ノット。
旅客定員346名、車両積載数：トラック24台。楢崎造船建造。
室蘭 - 大間、函館 - 野辺地航路に就航。1971年就航、1991年売却。
- 室蘭丸

1,215総トン。全長74.7 m、幅14.2 m。航海速力17.4ノット。
旅客定員500名、車両積載数：8トントラック23台。楢崎造船建造。
室蘭 - 大間航路に就航。1970年就航、1986年売却。
- 第一陸奥丸

1,226総トン。全長74.7 m、幅14.2 m。航海速力17.4ノット。
旅客定員500名、車両積載数：8トントラック23台。日立造船田熊工場建造。
函館 - 野辺地航路に就航。1969年就航、1983年売却。
- 第二大函丸

479総トン。全長48.35 m。下田船渠建造。
函館 - 大間航路に就航。1965年就航、1971年東日本海フェリーに売却。
- 大函丸 (初代)（たいかんまる）

451総トン。全長44.0 m、幅11.2 m。
旅客定員256名。下田船渠建造。
函館 - 大間航路に就航。道南海運時代の1964年就航、1969年貨物船に改造、1972年引退。
日本初の外洋カーフェリー。
- さっぽろ丸[4]

372.03総トン。全長41.38 m、幅8.20 m、深さ3.75 m、出力450馬力。航海速力11.0ノット。
旅客定員14名。播磨造船建造。内航貨物船。
函館 - 青森航路に就航。1957年建造、1968年就航、1973年売船。
- 第三歓栄丸[4]

237.69総トン。全長37.80 m、幅8.0 m、深さ3.0 m、出力350馬力。航海速力9.5ノット。
旅客定員5名。函館どつく建造。内航貨物船。
函館 - 青森航路に就航。1962年建造、1968年就航、1972年売船。
- 第二八千代丸[4]

73.60総トン。全長22.03 m、幅4.64 m、深さ2.21 m、出力180馬力。航海速力9.60ノット。
旅客定員20名。福井造船建造。
函館 - 大間 - 佐井航路に就航。1963年建造、1967年就航、1973年売船。
- せいらん丸[4]

297.23総トン。全長38.83 m、幅8.00 m、深さ3.10 m、出力630馬力。航海速力10.50ノット。
旅客定員12名、函館どつく建造、内航貨客船。車両積載数：小型乗用車約50台。
室蘭 - 青森航路に就航。1964年建造、1968年就航、1973年売船。
- まつまえ[4]

310.04総トン。全長39.74 m、幅10.40 m、深さ4.45 m、出力500馬力。航海速力10.60ノット。
旅客定員87名、車両積載数：トラック8台。東北造船建造。
室蘭 - 青森航路に就航。1964年建造、1968年就航、1973年売船。
- 青函丸[4]

990.10総トン。全長69.80 m、幅14.20 m、深さ4.45 m、出力2,660馬力。航海速力15.50ノット。
旅客定員188名、車両積載数：トラック21台。日立造船田熊工場建造。
函館 - 青森航路に就航。1967年建造、1968年就航、1976年売船。
- 青蘭丸[4]

980.02総トン。全長69.80 m、幅14.20 m、深さ4.45 m、出力2,660馬力。航海速力15.50ノット。
旅客定員188名、車両積載数：トラック21台。日立造船田熊工場建造。
青森 - 室蘭航路に就航。1967年建造、1968年就航、1976年売船。
- 第二青函丸[4]

999.48総トン。全長68.00 m、幅14.20 m、深さ4.45 m、出力2,660馬力。航海速力15.50ノット。
旅客定員240名、車両積載数：トラック22台。日立造船田熊工場建造。
函館 - 大間航路に就航。1968年就航、1981年売船。
- 第三大函丸[4]

804.11総トン。全長61.00 m、幅12.80 m、深さ3.96 m、出力1,500馬力。航海速力15.50ノット。
旅客定員453名、車両積載数：トラック18台。下田船渠建造。
函館 - 青森航路に就航。1968年就航、1987年売船。
- 第五青函丸[4]

997.41総トン。全長68.00 m、幅14.20 m、深さ4.40 m、出力2,660馬力。航海速力15.50ノット。
旅客定員240名、車両積載数：トラック22台。日立造船田熊工場建造。
函館 - 青森航路に就航。1968年就航、1981年北海商船に売船。
- 第五大函丸[4]

788.49総トン。全長61.00 m、幅12.80 m、深さ3.96 m、出力1,500馬力。航海速力15.50ノット。
旅客定員452名、車両積載数：トラック18台。楢崎造船建造。
函館 - 大間航路に就航。1969年就航、1988年売船。
- 第一陸奥丸[4]

1231.80総トン。全長74.70 m、幅14.20 m、深さ4.70 m、出力6,400馬力。航海速力18.50ノット。
旅客定員357名、車両積載数：トラック24台。日立造船田熊工場建造。
函館 - 野辺地航路に就航。1969年就航、1983年売船。
- 室蘭丸[4]

1215.44総トン。全長74.70 m、幅14.20 m、深さ4.70 m、出力6,400馬力。航海速力18.50ノット。
旅客定員346名、車両積載数：トラック24台。楢崎造船建造。
室蘭 - 大間航路に就航。1969年建造、1970年就航、1986年売船。
- 第二陸奥丸[4]

1231.80総トン。全長74.70 m、幅14.20 m、深さ4.70 m、出力6,400馬力。航海速力18.50ノット。
旅客定員357名、車両積載数：トラック24台。日立造船田熊工場建造。
函館 - 大間航路に就航。1970年就航、1977年売船。
- 第六大函丸[4]

786.02総トン。全長61.35 m、幅12.80 m、深さ4.00 m、出力2,000馬力。航海速力13.78ノット。
旅客定員618名、車両積載数：トラック18台。楢崎造船建造。
函館 - 大間航路に就航。1970年就航、1977年売船。
- 第十函館丸[4]

1495.27総トン。全長82.80 m、幅16.20 m、深さ5.10 m、出力5,320馬力。航海速力17.50ノット。
旅客定員279名、車両積載数：トラック33台。楢崎造船建造。
函館 - 野辺地航路に就航。1971年建造、1976年就航、1986年売船。
- 第十一函館丸[4]

1492.80総トン。全長82.80 m、幅16.20 m、深さ5.10 m、出力5,320馬力。航海速力17.50ノット。
旅客定員285名、車両積載数：トラック33台。楢崎造船建造。
函館 - 野辺地航路に就航。1971年建造、1976年就航、1986年売船。
- 第七大函丸[4]

794.40総トン。全長56.95 m、幅12.80 m、深さ4.00 m、出力2,000馬力。航海速力13.63ノット。
旅客定員534名、車両積載数：トラック18台。中村造船建造。
戸井 - 大間航路に就航。1971年就航、1991年売船。
- 第三陸奥丸[4]

1221.91総トン。全長74.70 m、幅14.20 m、深さ4.70 m、出力6,400馬力。航海速力18.50ノット。
旅客定員346名、車両積載数：トラック24台。中村造船建造。
函館 - 青森航路に就航。1971年就航、1991年売船。
- 第八陸奥丸[4]

1223.61総トン。全長74.70 m、幅14.20 m、深さ4.70 m、出力3,200馬力。航海速力17.40ノット。
旅客定員346名、車両積載数：トラック23台。楢崎造船建造。
函館 - 青森航路に就航。1971年就航、1983年売船。
- 野辺地丸[4]

1479.13総トン。全長82.90 m、幅16.20 m、深さ5.10 m、出力6,400馬力。航海速力18.00ノット。
旅客定員200名、車両積載数：トラック35台。日魯造船建造。
函館 - 野辺地航路に就航。1973年就航、1987年売船。

#### 他社就航後の状況

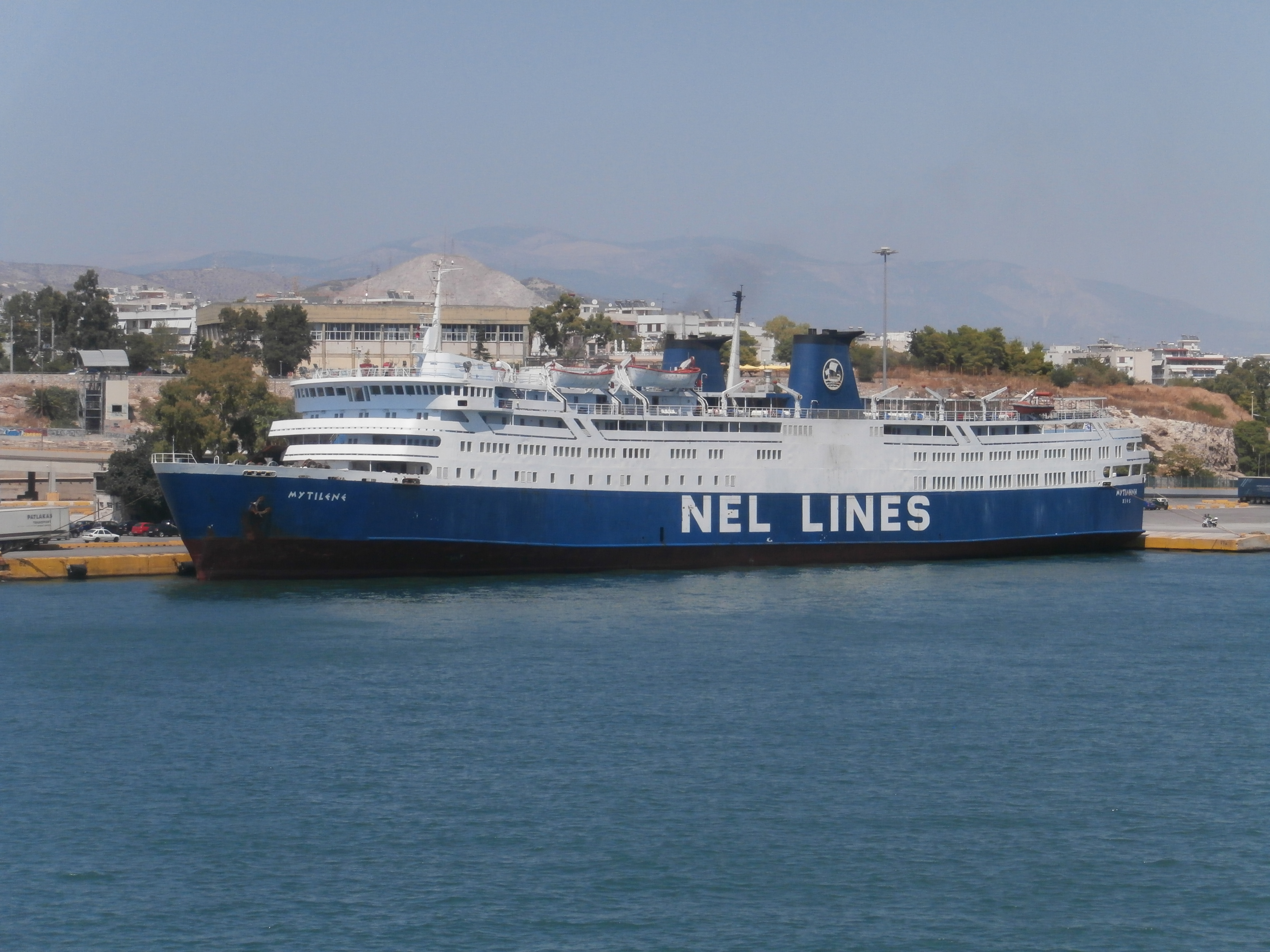
旧・べが（初代）（現・MYTILENE）
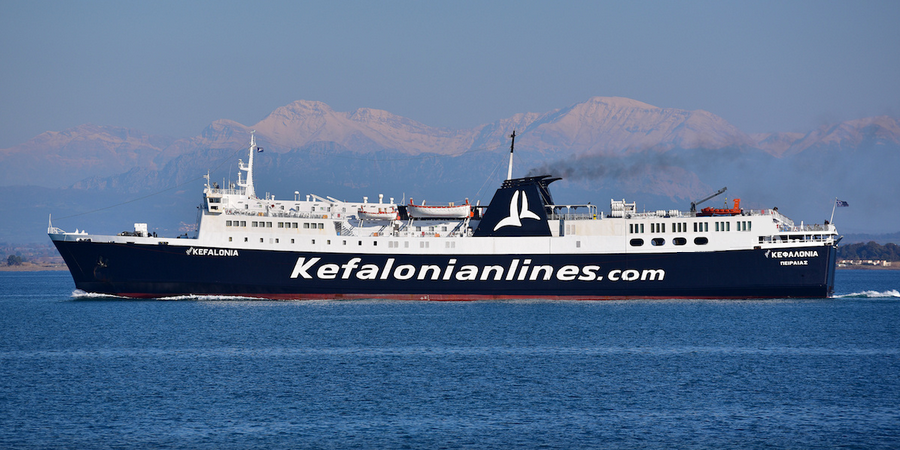
旧・びなす (初代）（現・Nissos Kefalonia）
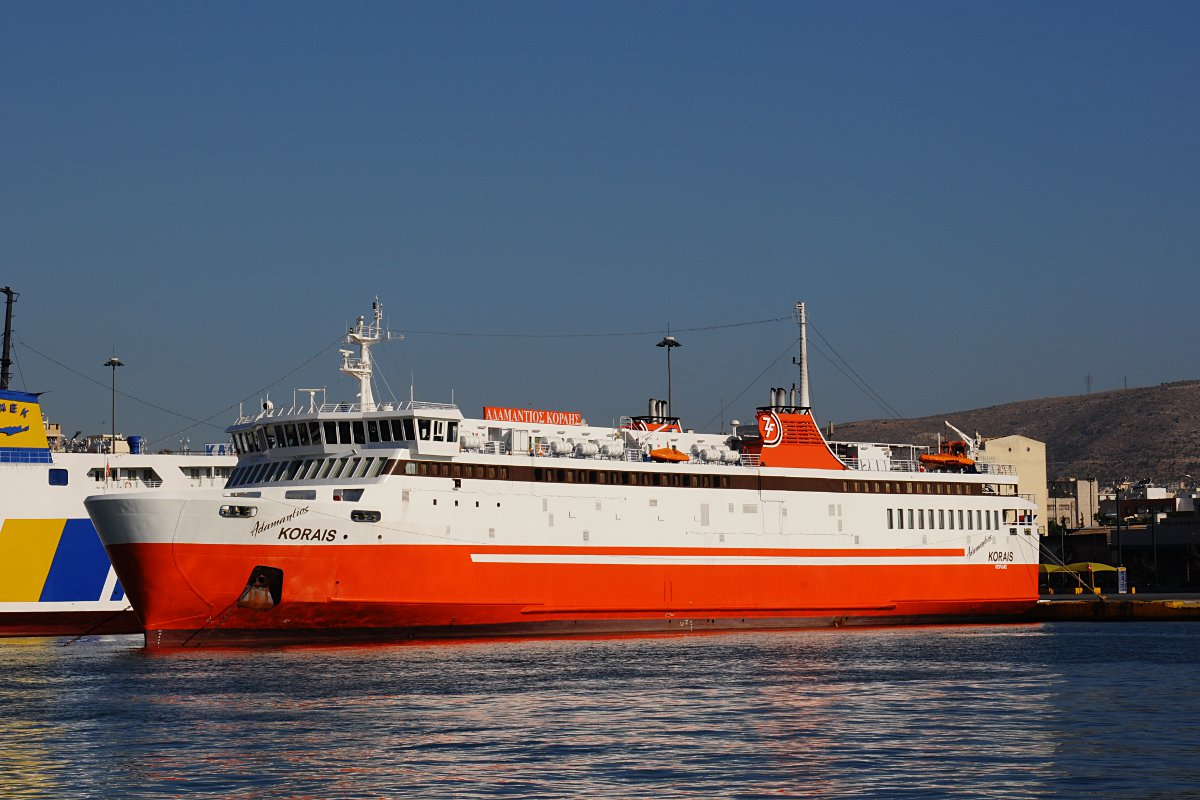
旧・びすば（現・Admantios Korais）
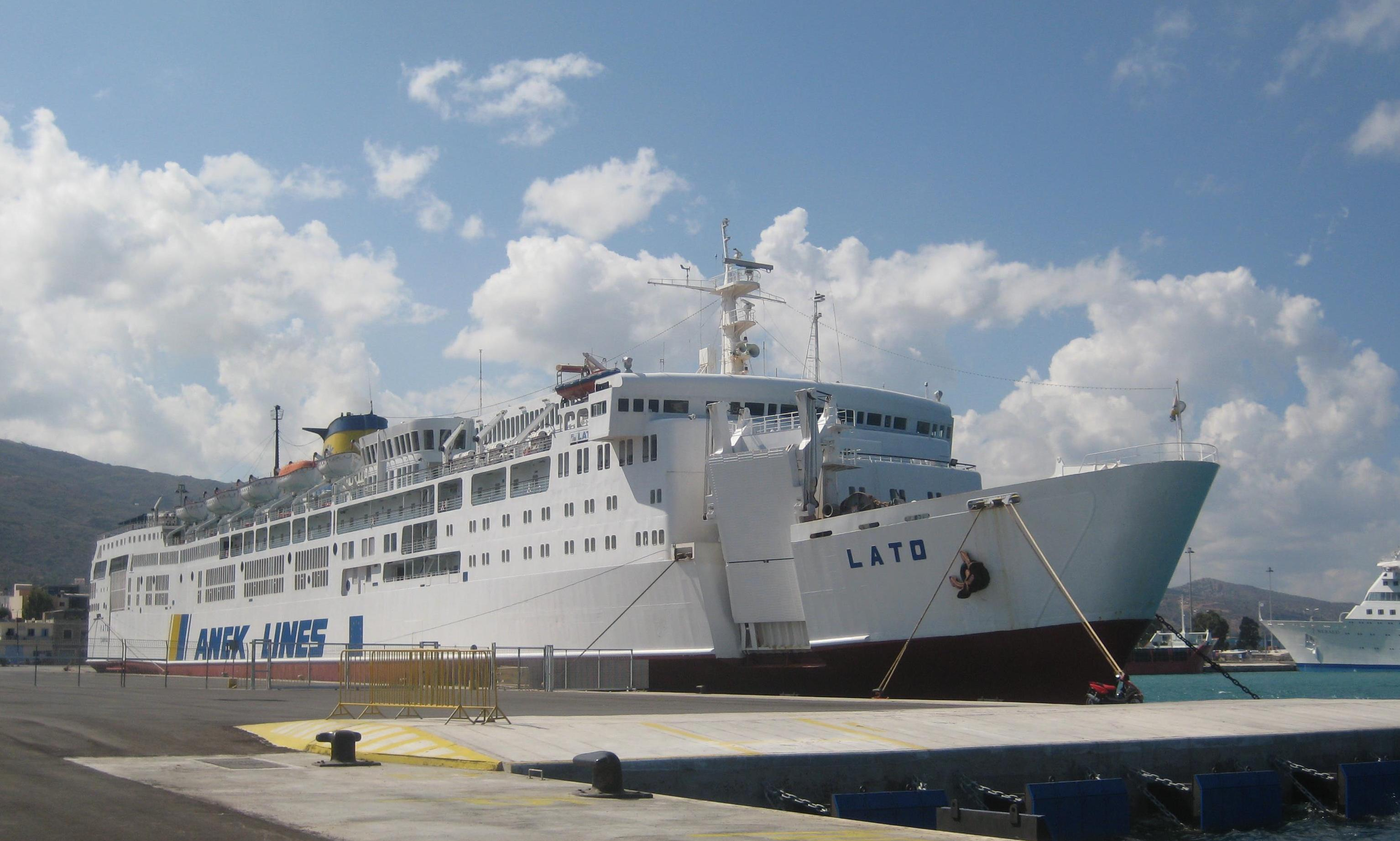
旧・ばるな（初代）（LATO）
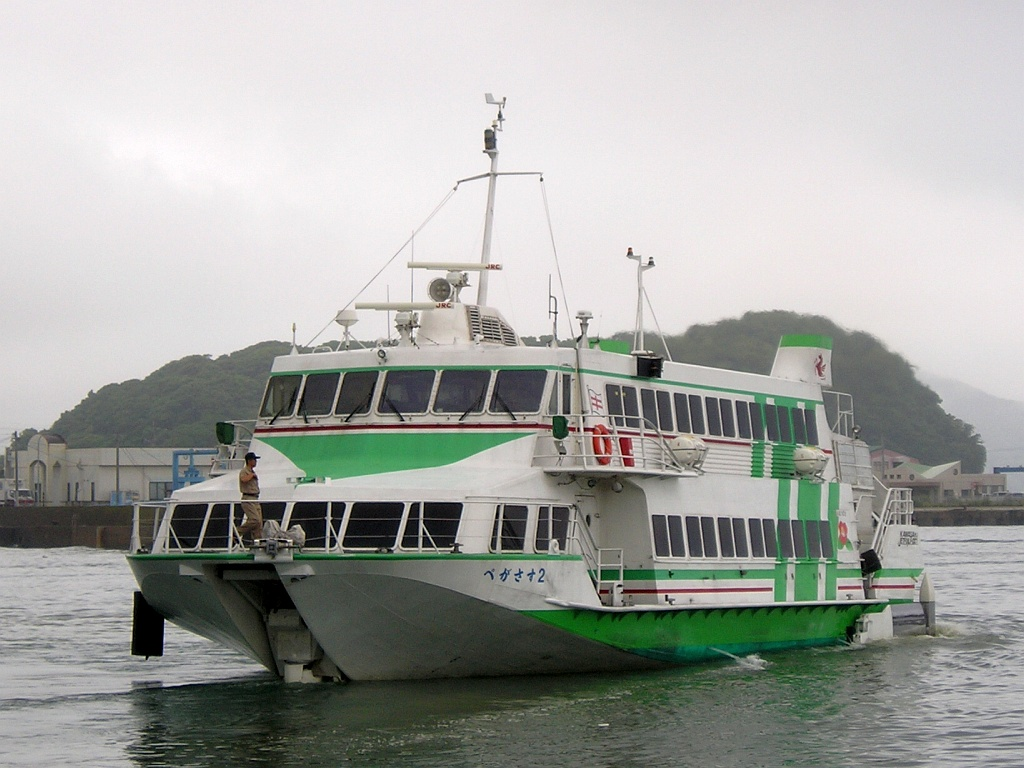
旧・ゆにこん（初代）（現・ぺがさす2）
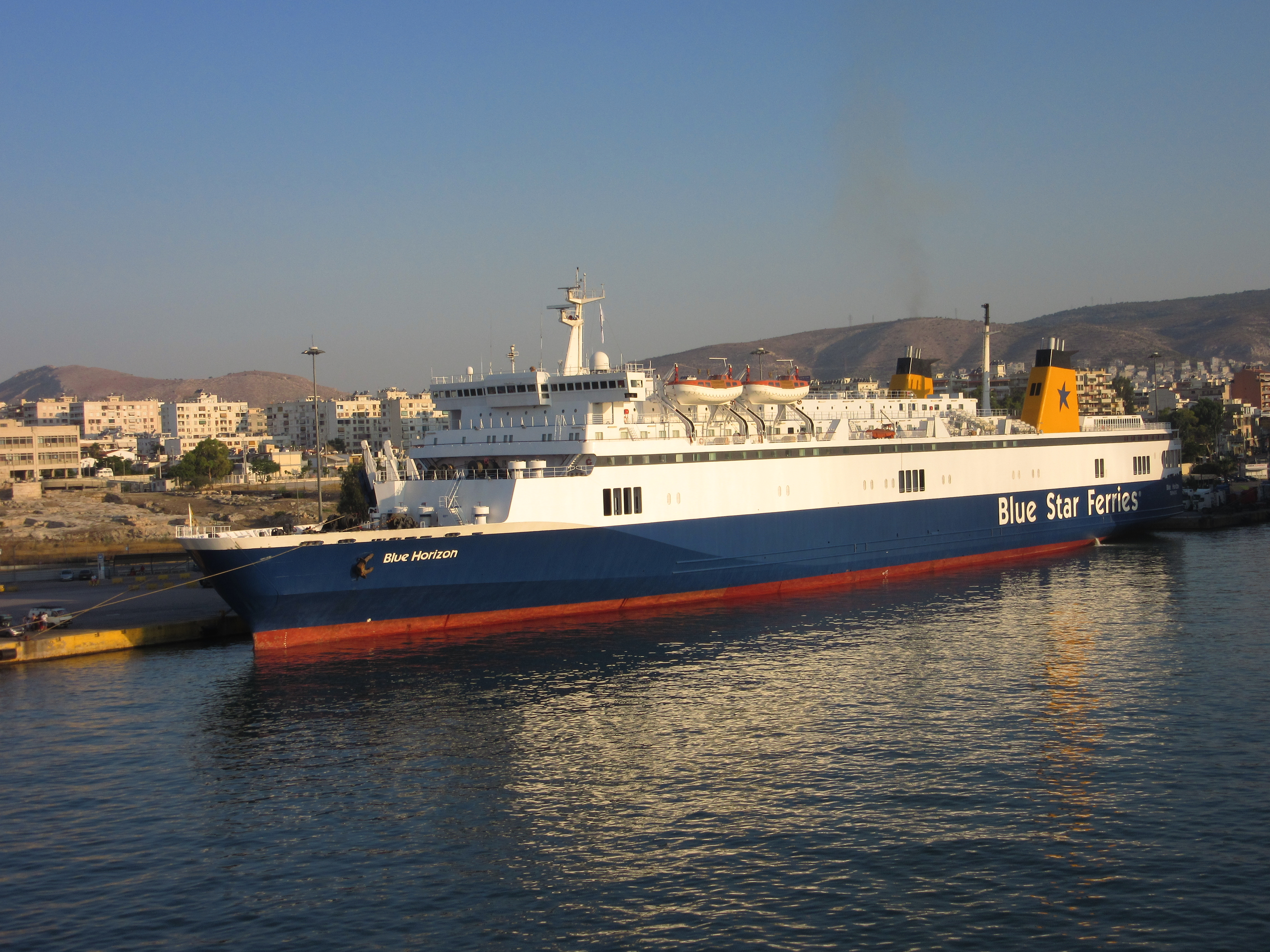
旧・ばるな（2代目）（現・Blue Horizon）
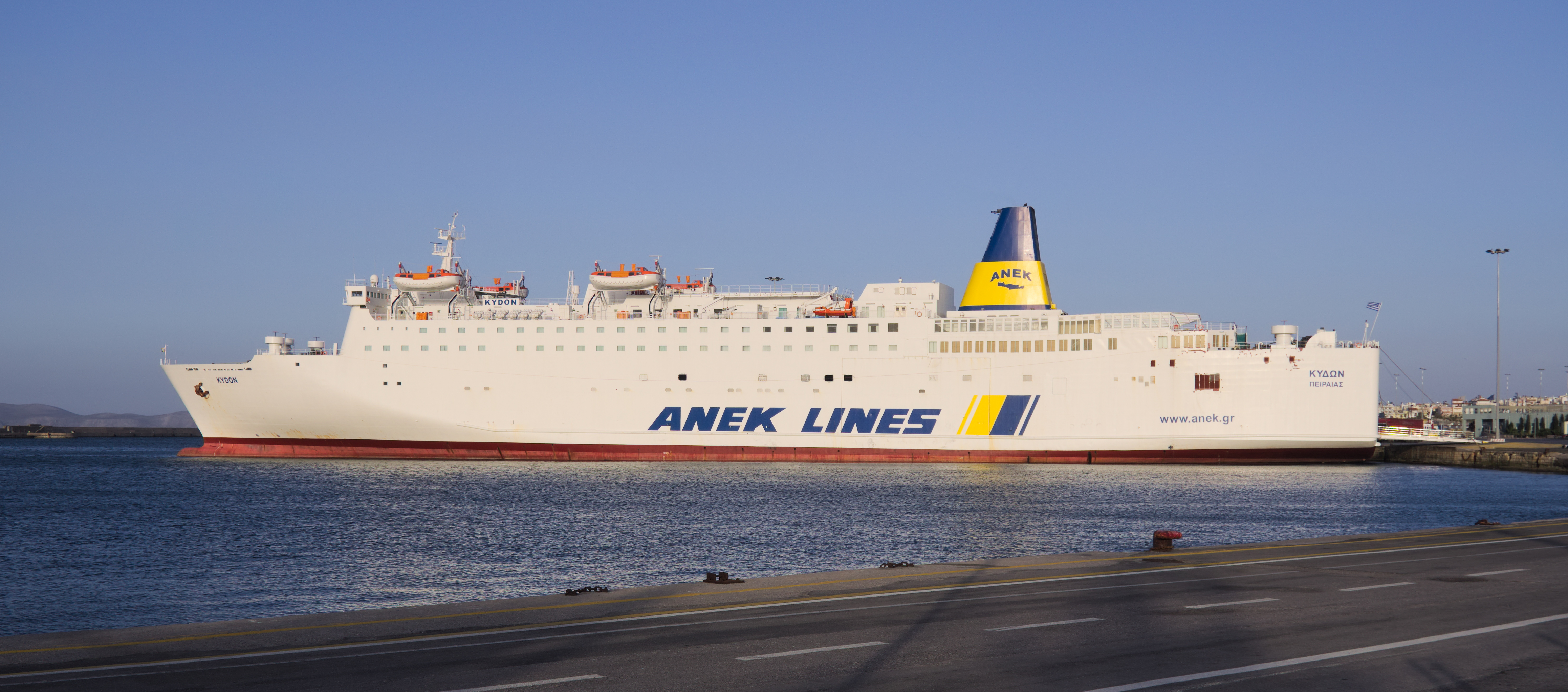
旧・へるめす（現・KYDON）
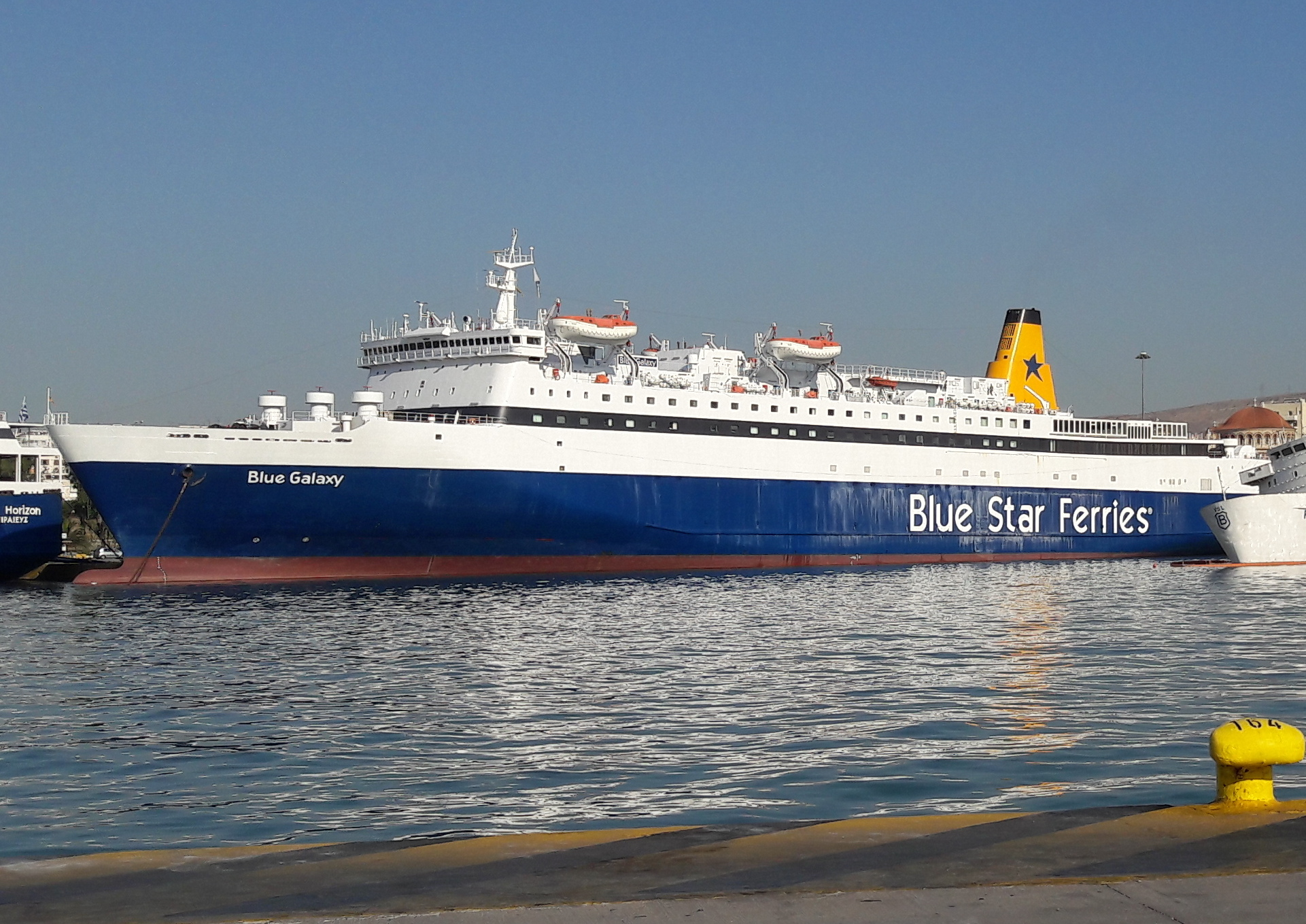
旧・はあきゆり（現・Blue Galaxy）
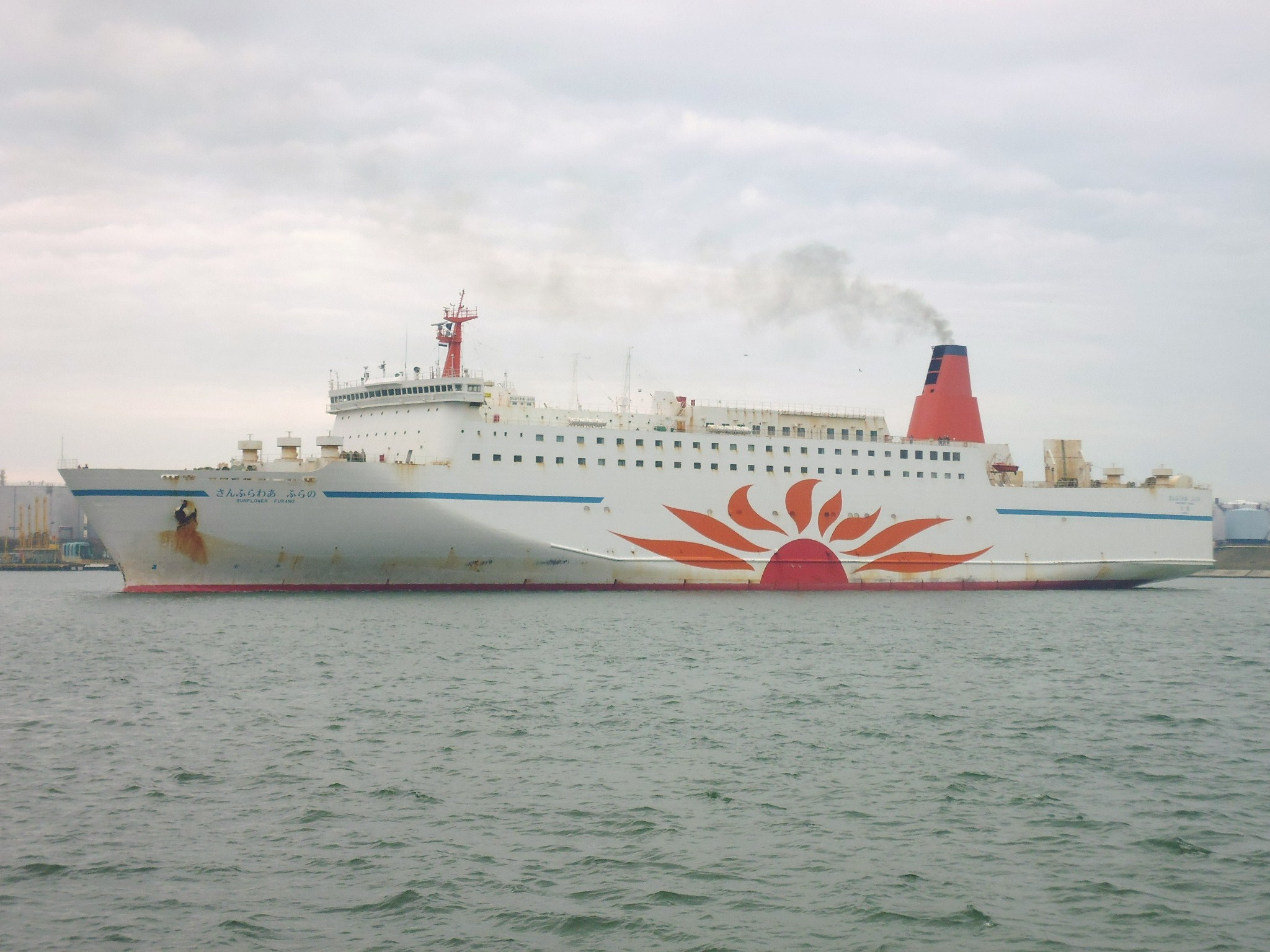
旧・へすていあ（初代さんふらわあ ふらの）
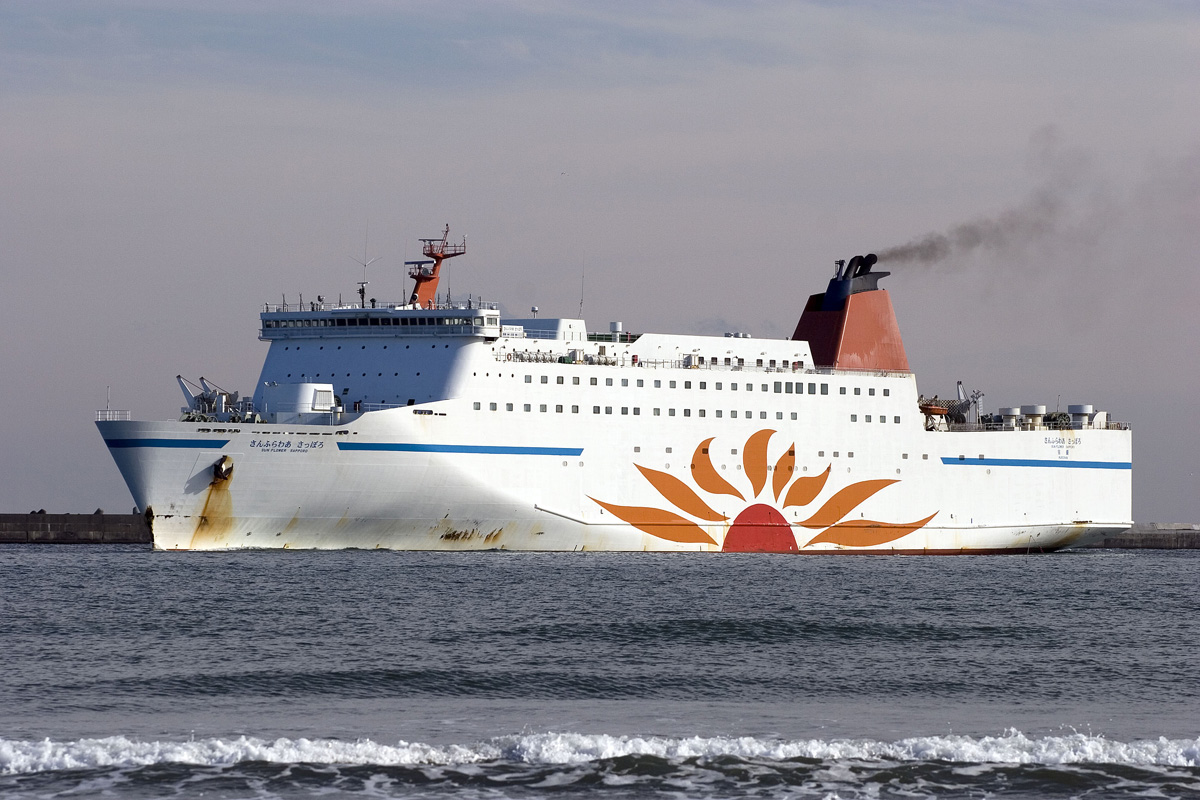
旧・ばるな（3代目）（2代目さんふらわあ さっぽろ）
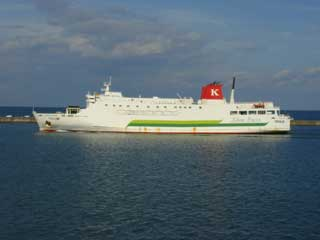
べにりあ（2代目）
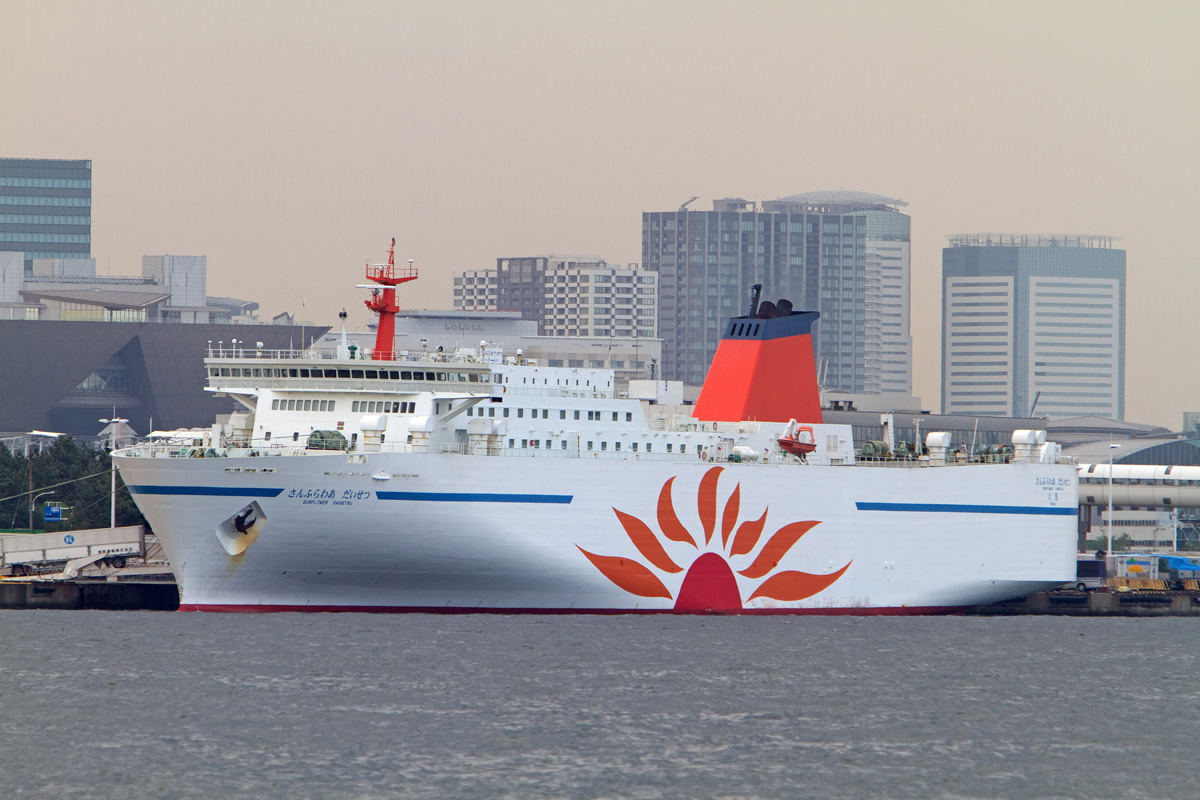
旧・ニューれいんぼうらぶ（現・さんふらわあ だいせつ）
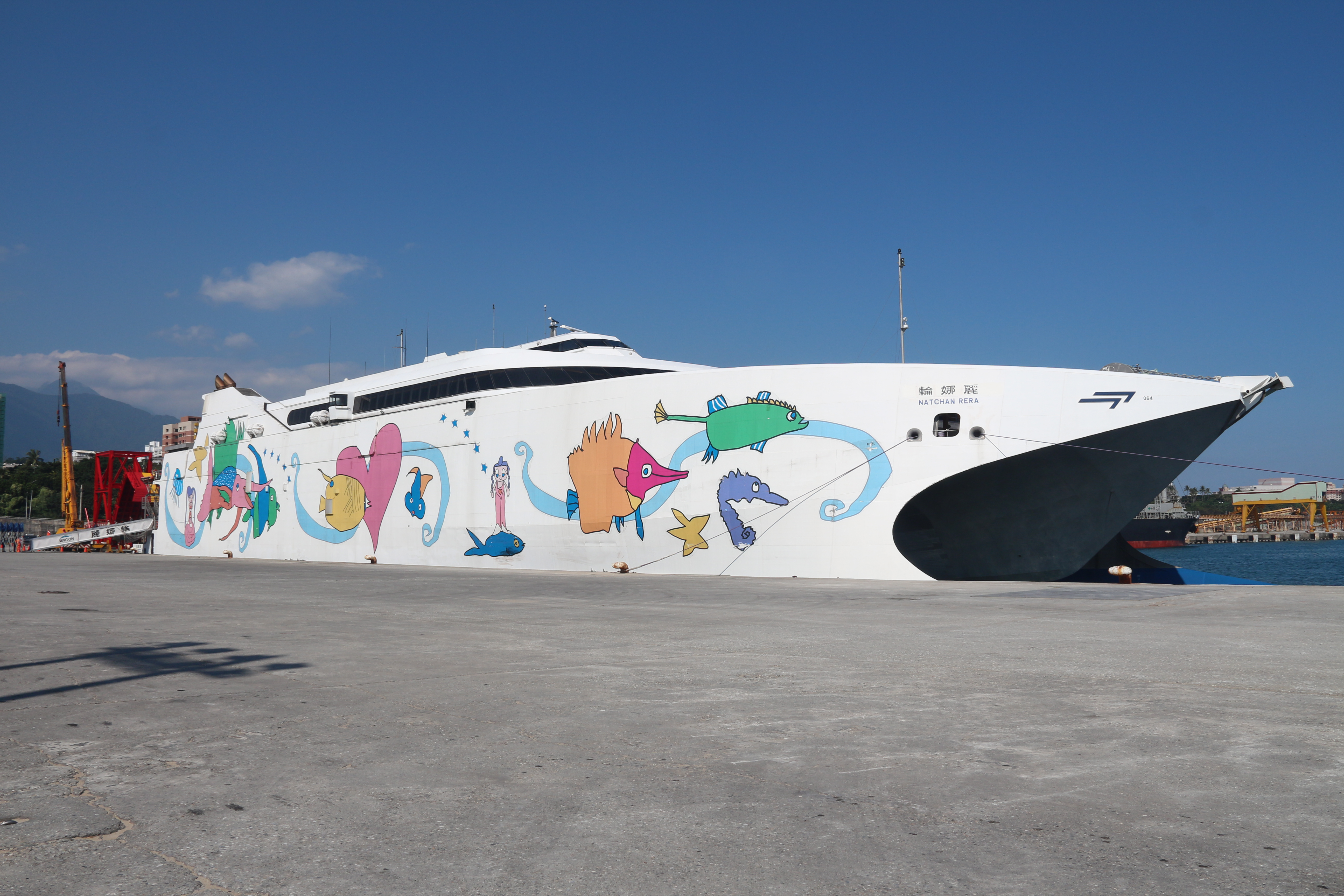
旧・ナッチャンRera（麗娜輪）

## マスメディア
提供番組
- 1980年代、HBCテレビで土曜日13:55 - 14:00の「天気予報」を提供していた。
- 月曜日 - 土曜日の朝と夕方の時間帯に、HBCラジオの長寿番組として長年に渡って「フェリーガイド」が放送されていた。
- 「uhbスーパーニュース」（UHB）と「サンデープロジェクト」（HTB）で番組提供を行っていた。
- 上記番組およびCMのBGMに用いられた曲が「北国の海」（作詞：伊藤アキラ、作曲・歌：アイ・ジョージ）である。この曲をA面としたSP盤レコードも作られた（B面：ブルーカントリー）。

登場作品
- 西村京太郎サスペンス十津川警部 函館駅殺人事件（TBS 函館港フェリーターミナルが登場。）
- 私の青空（NHK総合 「ばあゆ」が登場。）
- 津軽海峡ミステリー航路シリーズ（フジテレビ）
- 北へ。〜Diamond Dust〜（2003年発売のPS2用ゲームソフト。ほるす型フェリーのムービーが序盤に収録。）
- マグロ（テレビ朝日 「ばあゆ」が登場。）